# Административно-территориальное деление Тверской области

## Административно-территориальное устройство

Административная карта Тверской области

Согласно Закону «Об административно-территориальном устройстве Тверской области», с учётом новейших административно-территориальных изменений, субъект РФ включает следующие административно-территориальные единицы и территориальные единицы (населённые пункты):
- 2 округа — города областного значения (Тверь и Торжок),
- 15 округов с центрами в городах окружного значения,
- 2 округа — закрытых административно-территориальных образования (ЗАТО) — Озёрный и Солнечный,
- 12 округов с центрами в пгт или селе,
- 9 районов
  - 96 поселений (16 городских и 80 сельских)
  - 6 городов районного значения (Бежецк, Бологое, Калязин, Конаково, Кувшиново, Торопец),
- посёлки городского типа,
- сельские населённые пункты.

До 2020 года область делилась на 36 районов.
Устав Тверской области до 2020 года выделял:
- города (23) — Андреаполь, Бежецк, Белый, Бологое, Вышний Волочёк, Весьегонск, Западная Двина, Зубцов, Кашин, Калязин, Кимры, Конаково, Красный Холм, Кувшиново, Лихославль, Нелидово, Осташков, Ржев, Старица, Тверь, Торжок, Торопец, Удомля;
- районы (36) — Андреапольский, Бежецкий, Бельский, Бологовский, Весьегонский, Вышневолоцкий, Жарковский, Западнодвинский, Зубцовский, Калининский, Калязинский, Кашинский, Кесовогорский, Кимрский, Конаковский, Краснохолмский, Кувшиновский, Лесной, Лихославльский, Максатихинский, Молоковский, Нелидовский, Оленинский, Осташковский, Пеновский, Рамешковский, Ржевский, Сандовский, Селижаровский, Сонковский, Спировский, Старицкий, Торжокский, Торопецкий, Фировский;
- закрытые административно-территориальные образования (2) — «Озёрный», «Солнечный».

В мае 2020 года были упразднены с преобразованием в округа Западнодвинский, Пеновский, Сандовский, Краснохолмский, Селижаровский районы, города Красный Холм и Западная Двина наделены категорией городов окружного значения; количество поселений сокращено до 238 (29 городских и 165 сельских).
В октябре 2020 года были внесены поправки в Устав, в соответствии с которыми административно-территориальное устройство стало выглядеть так:
- районы области: Бежецкий, Бельский, Бологовский, Жарковский, Зубцовский, Калининский, Калязинский, Кесовогорский, Кимрский, Конаковский, Кувшиновский, Лихославльский, Максатихинский, Молоковский, Рамешковский, Ржевский, Сонковский, Спировский, Старицкий, Торжокский, Торопецкий, Фировский (все обозначены как муниципальные);
- округа
  - городские — город Кимры, город Ржев, город Тверь, город Торжок, Вышневолоцкий, Кашинский, Нелидовский, Осташковский, Удомельский;
  - муниципальные — Андреапольский, Весьегонский, Западнодвинский, Краснохолмский, Лесной, Оленинский, Пеновский, Сандовский, Селижаровский;
  - закрытые административно-территориальные образования — «Озёрный», «Солнечный»;
- поселения (городские, сельские).

Распределение территориальных единиц (населённых пунктов) согласно поправкам стало выглядеть так:
- города — Андреаполь, Бежецк, Белый, Бологое, Вышний Волочёк, Весьегонск, Западная Двина, Зубцов, Кашин, Калязин, Кимры, Конаково, Красный Холм, Кувшиново, Лихославль, Нелидово, Осташков, Ржев, Старица, Тверь, Торжок, Торопец, Удомля;
- сёла;
- деревни;
- посёлки, в том числе посёлки городского типа, рабочие посёлки;
- иные территориальные единицы.

В 2021 году в округа были преобразованы Лихославльский, Молоковский, Рамешковский и Спировский районы, а город Лихославль наделён статусом города окружного значения.
В 2022 году в округа были преобразованы Бельский, Жарковский, Зубцовский, Кесовогорский, Кимрский, Максатихинский, Ржевский, Сонковский и Старицкий районы, а Белый, Зубцов, Кимры, Ржев и Старицы наделены статусом городов окружного значения.
К 2023 году административно-территориальное устройство принимает следующий вид:
- округа (31)
  - городские (7) — город Тверь, город Торжок, Вышневолоцкий, Кашинский, Нелидовский, Осташковский, Удомельский;
  - муниципальные (22) — Андреапольский, Бельский, Весьегонский, Жарковский, Западнодвинский, Зубцовский, Кесовогорский, Кимрский, Краснохолмский, Лесной, Лихославльский, Максатихинский, Молоковский, Оленинский, Пеновский, Рамешковский, Ржевский, Сандовский, Селижаровский, Сонковский, Спировский, Старицкий;
  - закрытые административно-территориальные образования (2) — «Озёрный», «Солнечный»;
- районы (муниципальные районы) области (9): Бежецкий, Бологовский, Калининский, Калязинский, Конаковский, Кувшиновский, Торжокский, Торопецкий, Фировский;
  - поселения (96)
    - городские (16)
    - сельские (80).

Города как территориальные единицы распределяются по следующим категориям:
- областного значения — 2;
- окружного значения — 15;
- районного значения — 6.

Административным центром Тверской области является город Тверь.

### Округа и районы
| Административно-территориальные единицы | Административно-территориальные единицы | Административно-территориальные единицы | Административно-территориальные единицы | Административно-территориальные единицы | Административно-территориальные единицы |
| № на карте                              | Название                                | Население, чел.                         | Центр                                   | Население центра, чел.                  | ОКАТО                                   |
| --------------------------------------- | --------------------------------------- | --------------------------------------- | --------------------------------------- | --------------------------------------- | --------------------------------------- |
| Округа (города областного значения)     |                                         |                                         |                                         |                                         |                                         |
| 10                                      | городской округ город Тверь             | ↘412 806                                | г. Тверь                                | ↘412 806                                | 28 401                                  |
| 33                                      | городской округ город Торжок            | ↘41 116                                 | г. Торжок                               | ↘41 116                                 | 28 450                                  |
| Округа (города окружного значения)      |                                         |                                         |                                         |                                         |                                         |
| 1                                       | Андреапольский муниципальный            | ↗10 471                                 | г. Андреаполь                           | ↗6956                                   | 28 202                                  |
| 3                                       | Бельский муниципальный                  | ↘5089                                   | г. Белый                                | ↗3125                                   | 28 206                                  |
| 5                                       | Весьегонский муниципальный              | ↘10 116                                 | г. Весьегонск                           | ↗6330                                   | 28 210                                  |
| 6                                       | Вышневолоцкий городской                 | ↘67 163                                 | г. Вышний Волочёк                       | ↗45 830                                 | 28 212                                  |
| 8                                       | Западнодвинский муниципальный           | ↘12 497                                 | г. Западная Двина                       | ↗7869                                   | 28 216                                  |
| 9                                       | Зубцовский муниципальный                | ↘14 470                                 | г. Зубцов                               | ↗6217                                   | 28 218                                  |
| 12                                      | Кашинский городской                     | ↘23 449                                 | г. Кашин                                | ↗14 113                                 | 28 224                                  |
| 14                                      | Кимрский муниципальный                  | 53 800                                  | г. Кимры                                | ↘40 875                                 | 28 228                                  |
| 16                                      | Краснохолмский муниципальный            | ↘8946                                   | г. Красный Холм                         | ↗4998                                   | 28 232                                  |
| 19                                      | Лихославльский муниципальный            | ↘24 974                                 | г. Лихославль                           | ↘11 017                                 | 28 238                                  |
| 22                                      | Нелидовский городской                   | ↘23 902                                 | г. Нелидово                             | ↗18 603                                 | 28 243                                  |
| 24                                      | Осташковский городской                  | ↗21 849                                 | г. Осташков                             | ↗16 674                                 | 28 245                                  |
| 27                                      | Ржевский муниципальный                  | ↘62 879                                 | г. Ржев                                 | ↘52 619                                 | 28 248                                  |
| 32                                      | Старицкий муниципальный                 | ↘21 077                                 | г. Старица                              | ↘6938                                   | 28 253                                  |
| 35                                      | Удомельский городской                   | ↘30 006                                 | г. Удомля                               | ↘25 950                                 | 28 256                                  |
| Округа (ЗАТО)                           |                                         |                                         |                                         |                                         |                                         |
| 24                                      | ЗАТО Солнечный                          | ↘1840                                   | пгт Солнечный                           | ↘1840                                   | 28 556                                  |
| 4                                       | ЗАТО Озёрный                            | ↘9951                                   | пгт Озёрный                             | ↘9951                                   | 28 553                                  |
| Округа                                  |                                         |                                         |                                         |                                         |                                         |
| 7                                       | Жарковский муниципальный                | ↘4258                                   | пгт Жарковский                          | ↗2952                                   | 28 214                                  |
| 13                                      | Кесовогорский муниципальный             | ↘7442                                   | пгт Кесова Гора                         | ↗3746                                   | 28 226                                  |
| 18                                      | Лесной муниципальный                    | ↘4101                                   | село Лесное                             | ↘1666                                   | 28 236                                  |
| 20                                      | Максатихинский муниципальный            | ↗14 388                                 | пгт Максатиха                           | ↗7620                                   | 28 240                                  |
| 21                                      | Молоковский муниципальный               | ↘3747                                   | пгт Молоково                            | ↗1798                                   | 28 242                                  |
| 23                                      | Оленинский муниципальный                | ↗11 784                                 | пгт Оленино                             | ↗4704                                   | 28 244                                  |
| 25                                      | Пеновский муниципальный                 | ↘5327                                   | пгт Пено                                | ↘3359                                   | 28 246                                  |
| 26                                      | Рамешковский муниципальный              | ↘14 811                                 | пгт Рамешки                             | ↗4102                                   | 28 247                                  |
| 28                                      | Сандовский муниципальный                | ↘5078                                   | пгт Сандово                             | ↗3106                                   | 28 249                                  |
| 29                                      | Селижаровский муниципальный             | ↘10 327                                 | пгт Селижарово                          | ↗5931                                   | 28 250                                  |
| 30                                      | Сонковский муниципальный                | ↘6722                                   | пгт Сонково                             | ↘3553                                   | 28 251                                  |
| 31                                      | Спировский муниципальный                | ↘8758                                   | пгт Спирово                             | ↘5194                                   | 28 252                                  |
| Районы (муниципальные)                  |                                         |                                         |                                         |                                         |                                         |
| 2                                       | Бежецкий                                | ↗31 775                                 | г. Бежецк                               | ↗21 466                                 | 28 204                                  |
| 4                                       | Бологовский                             | ↘31 533                                 | г. Бологое                              | ↘20 234                                 | 28 208                                  |
| 10                                      | Калининский                             | ↗55 783                                 | г. Тверь                                | ↘412 806                                | 28 220                                  |
| 11                                      | Калязинский                             | ↗19 919                                 | г. Калязин                              | ↗12 621                                 | 28 222                                  |
| 15                                      | Конаковский                             | ↘71 623                                 | г. Конаково                             | ↘33 560                                 | 28 230                                  |
| 17                                      | Кувшиновский                            | ↘13 028                                 | г. Кувшиново                            | ↗9262                                   | 28 234                                  |
| 33                                      | Торжокский                              | ↘19 770                                 | г. Торжок                               | ↘41 116                                 | 28 254                                  |
| 34                                      | Торопецкий                              | ↘16 879                                 | г. Торопец                              | ↘11 441                                 | 28 255                                  |
| 36                                      | Фировский                               | ↗8242                                   | пгт Фирово                              | ↗2010                                   | 28 257                                  |

## Муниципальное устройство
К 1 января 2019 года в рамках муниципального устройства, Тверская область включала 304 муниципальных образования, в том числе:
- 11 городских округов,
- 9 муниципальных округов,
- 32 муниципальных района, в составе которых:
  - 40 городских поселений,
  - 221 сельское поселение.

В 2020 году в муниципальные округа были преобразованы 9 муниципальных районов, а в 2021 году — 4 (Лихославльский, Молоковский, Рамешковский и Спировский с упразднением всех входящих в их состав городских и сельских поселений,  после чего количество городских поселений сокращено до 24, сельских до 143.
В 2022 году в муниципальные округа были преобразованы 9 муниципальных районов: Бельский, Жарковский, Зубцовский, Кесовогорский, Максатихинский, Сонковский и Старицкий, при этом Ржевский и Кимрский муниципальные районы были объединены с с одноимёнными городскими округами в Ржевский и Кимрский муниципальные округа.
К 2023 году муниципальное устройство Тверской области выглядит так:
- 9 городских округов,
- 22 муниципальных округа,
- 9 муниципальных районов, в составе которых:
  - 16 городских поселений,
  - 80 сельских поселений.

### Городские и муниципальные округа и муниципальные районы
| Муниципальные образования | Муниципальные образования | Муниципальные образования | Муниципальные образования | Муниципальные образования | Муниципальные образования | Муниципальные образования | Муниципальные образования |
| № на карте                | Название                  | Флаг                      | Герб                      | Площадь, км²              | Население, чел.           | Центр                     | Население центра, чел.    |
| ------------------------- | ------------------------- | ------------------------- | ------------------------- | ------------------------- | ------------------------- | ------------------------- | ------------------------- |
| Городские округа          |                           |                           |                           |                           |                           |                           |                           |
| 6                         | Вышневолоцкий             |                           |                           | 3443                      | ↘67 163                   | г. Вышний Волочёк         | ↗45 830                   |
| 12                        | Кашинский                 |                           |                           | 2 010                     | ↘23 449                   | г. Кашин                  | ↗14 113                   |
| 22                        | Нелидовский               |                           |                           | 2 632                     | ↘23 902                   | г. Нелидово               | ↗18 603                   |
| 4                         | ЗАТО Озёрный              |                           |                           | 198,7                     | ↘9951                     | пгт Озёрный               | ↘9951                     |
| 24                        | Осташковский              |                           |                           | 3 198,67                  | ↗21 849                   | г. Осташков               | ↗16 674                   |
| 24                        | ЗАТО Солнечный            |                           |                           |                           | ↘1840                     | пгт Солнечный             | ↘1840                     |
| 10                        | город Тверь               |                           |                           | 152,22                    | ↘412 806                  | г. Тверь                  | ↘412 806                  |
| 33                        | город Торжок              |                           |                           | 58,8                      | ↘41 116                   | г. Торжок                 | ↘41 116                   |
| 35                        | Удомельский               |                           |                           | 2 476,26                  | ↘30 006                   | г. Удомля                 | ↘25 950                   |
| Муниципальные округа      |                           |                           |                           |                           |                           |                           |                           |
| 1                         | Андреапольский            |                           |                           | 3 051                     | ↗10 471                   | г. Андреаполь             | ↗6956                     |
| 2                         | Бежецкий                  |                           |                           | 2 826,86                  | ↗31 775                   | г. Бежецк                 | ↗21 466                   |
| 3                         | Бельский                  |                           |                           | 2 135,00                  | ↘5089                     | г. Белый                  | ↗3125                     |
| 4                         | Бологовский               |                           |                           | 2 398,64                  | ↘31 533                   | г. Бологое                | ↘20 234                   |
| 5                         | Весьегонский              |                           |                           | 2 047,26                  | ↘10 116                   | г. Весьегонск             | ↗6330                     |
| 7                         | Жарковский                |                           |                           | 1 625,49                  | ↘4258                     | пгт Жарковский            | ↗2952                     |
| 8                         | Западнодвинский           |                           |                           | 2 815,87                  | ↘12 497                   | г. Западная Двина         | ↗7869                     |
| 9                         | Зубцовский                |                           |                           | 2 167                     | ↘14 470                   | г. Зубцов                 | ↗6217                     |
| 13                        | Кесовогорский             |                           |                           | 962                       | ↘7442                     | пгт Кесова Гора           | ↗3746                     |
| 14                        | Кимрский                  |                           |                           | 2 560,04                  | 53 800                    | г. Кимры                  | ↘40 875                   |
| 16                        | Краснохолмский            |                           |                           | 1 496                     | ↘8946                     | г. Красный Холм           | ↗4998                     |
| 17                        | Кувшиновский              |                           |                           | 1 874,34                  | ↘13 028                   | г. Кувшиново              | ↗9262                     |
| 18                        | Лесной                    |                           |                           | 1 633                     | ↘4101                     | село Лесное               | ↘1666                     |
| 19                        | Лихославльский            |                           |                           | 1 781,36                  | ↘24 974                   | г. Лихославль             | ↘11 017                   |
| 20                        | Максатихинский            |                           |                           | 2 766,16                  | ↗14 388                   | пгт Максатиха             | ↗7620                     |
| 21                        | Молоковский               |                           |                           | 1 179,98                  | ↘3747                     | пгт Молоково              | ↗1798                     |
| 23                        | Оленинский                |                           |                           | 2 675                     | ↗11 784                   | пгт Оленино               | ↗4704                     |
| 25                        | Пеновский                 |                           |                           | 2 385,00                  | ↘5327                     | пгт Пено                  | ↘3359                     |
| 26                        | Рамешковский              |                           |                           | 2 510,00                  | ↘14 811                   | пгт Рамешки               | ↗4102                     |
| 27                        | Ржевский                  |                           |                           | 2 803,57                  | ↘62 879                   | г. Ржев                   | ↘52 619                   |
| 28                        | Сандовский                |                           |                           | 1 603                     | ↘5078                     | пгт Сандово               | ↗3106                     |
| 29                        | Селижаровский             |                           |                           | 3 098,40                  | ↘10 327                   | пгт Селижарово            | ↗5931                     |
| 30                        | Сонковский                |                           |                           | 970                       | ↘6722                     | пгт Сонково               | ↘3553                     |
| 31                        | Спировский                |                           |                           | 1 497                     | ↘8758                     | пгт Спирово               | ↘5194                     |
| 32                        | Старицкий                 |                           |                           | 3 005,00                  | ↘21 077                   | г. Старица                | ↘6938                     |
| 34                        | Торопецкий                |                           |                           | 3 372,72                  | ↘16 879                   | г. Торопец                | ↘11 441                   |
| 36                        | Фировский                 |                           |                           | 1 747                     | ↗8242                     | пгт Фирово                | ↗2010                     |
| Муниципальные районы      |                           |                           |                           |                           |                           |                           |                           |
| 10                        | Калининский               |                           |                           | 4 158,21                  | ↗55 783                   | г. Тверь                  | ↘412 806                  |
| 11                        | Калязинский               |                           |                           | 1 671                     | ↗19 919                   | г. Калязин                | ↗12 621                   |
| 15                        | Конаковский               |                           |                           | 2 114,67                  | ↘71 623                   | г. Конаково               | ↘33 560                   |
| 33                        | Торжокский                |                           |                           | 3 128,10                  | ↘19 770                   | г. Торжок                 | ↘41 116                   |

## Поселения

### Бежецкий район
1. городское поселение город Бежецк
2. Борковское сельское поселение
3. Васюковское сельское поселение
4. Городищенское сельское поселение
5. Житищенское сельское поселение
6. Зобинское сельское поселение
7. Лаптихинское сельское поселение
8. Моркиногорское сельское поселение
9. Поречьевское сельское поселение
10. Сукроменское сельское поселение
11. Филиппковское сельское поселение
12. Фралёвское сельское поселение
13. Шишковское сельское поселение

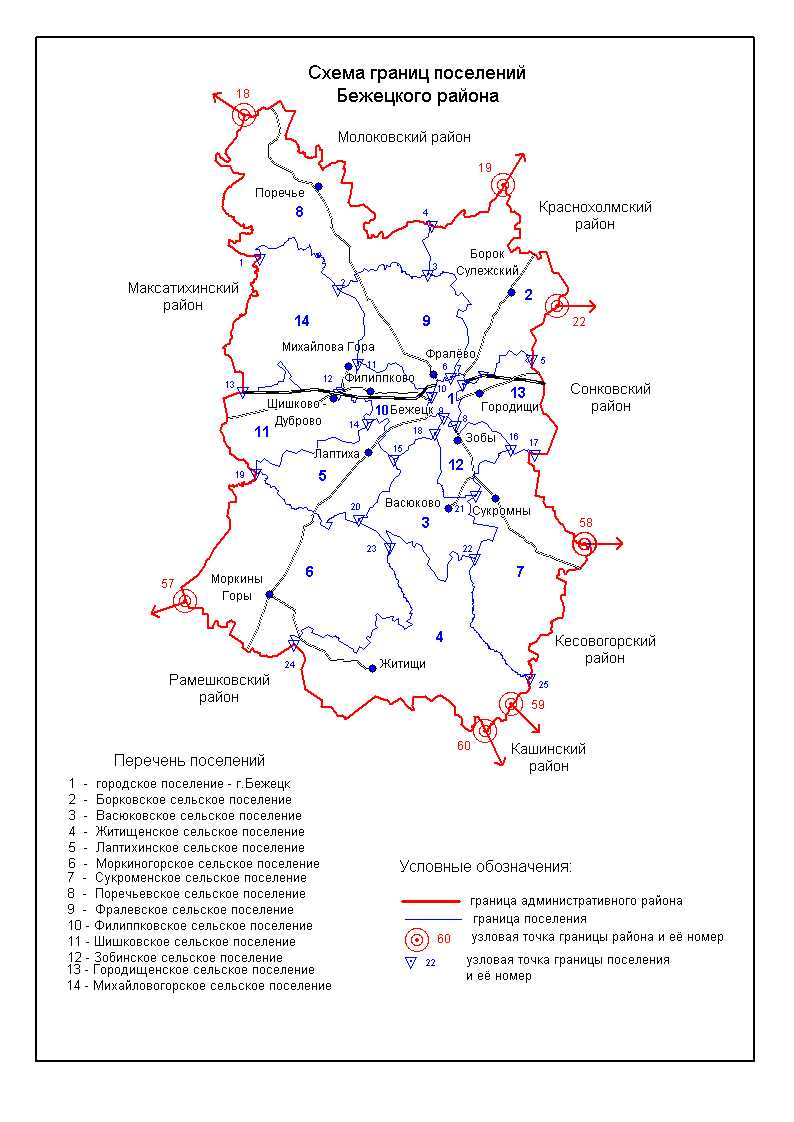

- Законом Тверской области от 17 декабря 2015 года № 118-ЗО[48], были преобразованы, путём их объединения, Шишковское и Михайловогорское сельские поселения — в Шишковское сельское поселение.

### Бологовский район

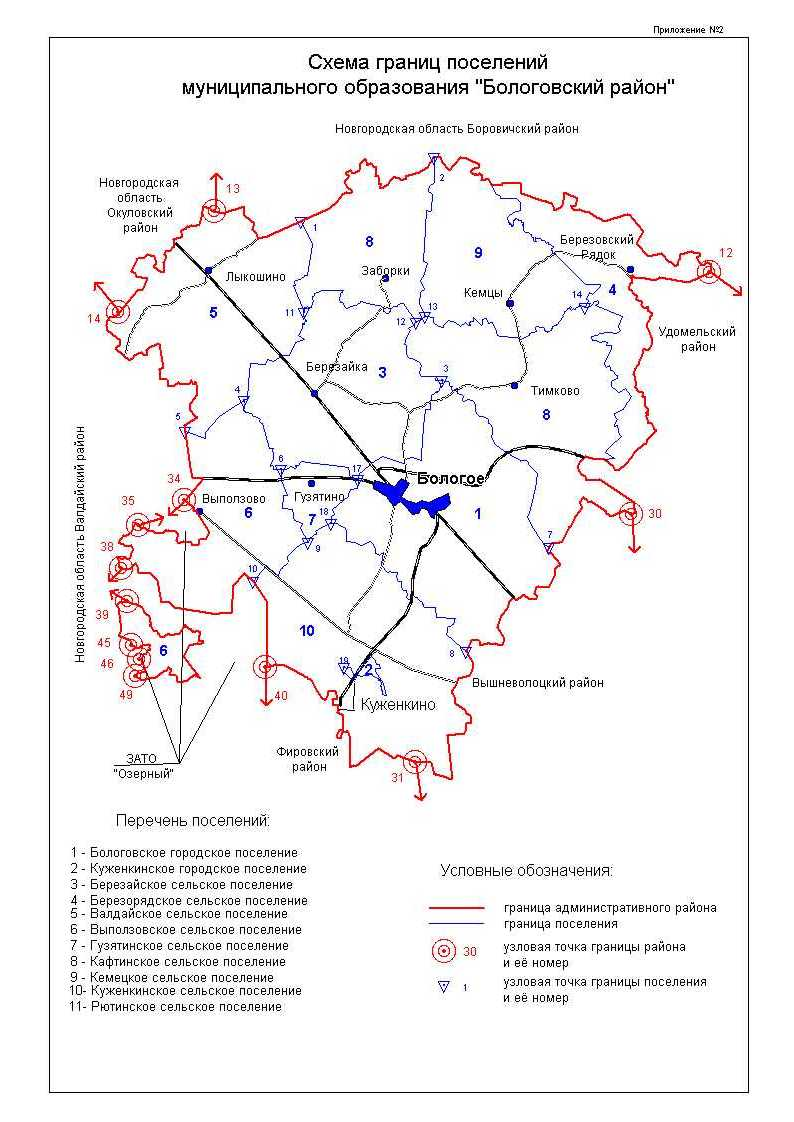

1. городское поселение город Бологое
2. Куженкинское городское поселение
3. Березайское сельское поселение
4. Березорядское сельское поселение
5. Валдайское сельское поселение
6. Выползовское сельское поселение
7. Гузятинское сельское поселение
8. Кафтинское сельское поселение
9. Кемецкое сельское поселение
10. Куженкинское сельское поселение
11. Рютинское сельское поселение

### Калининский район

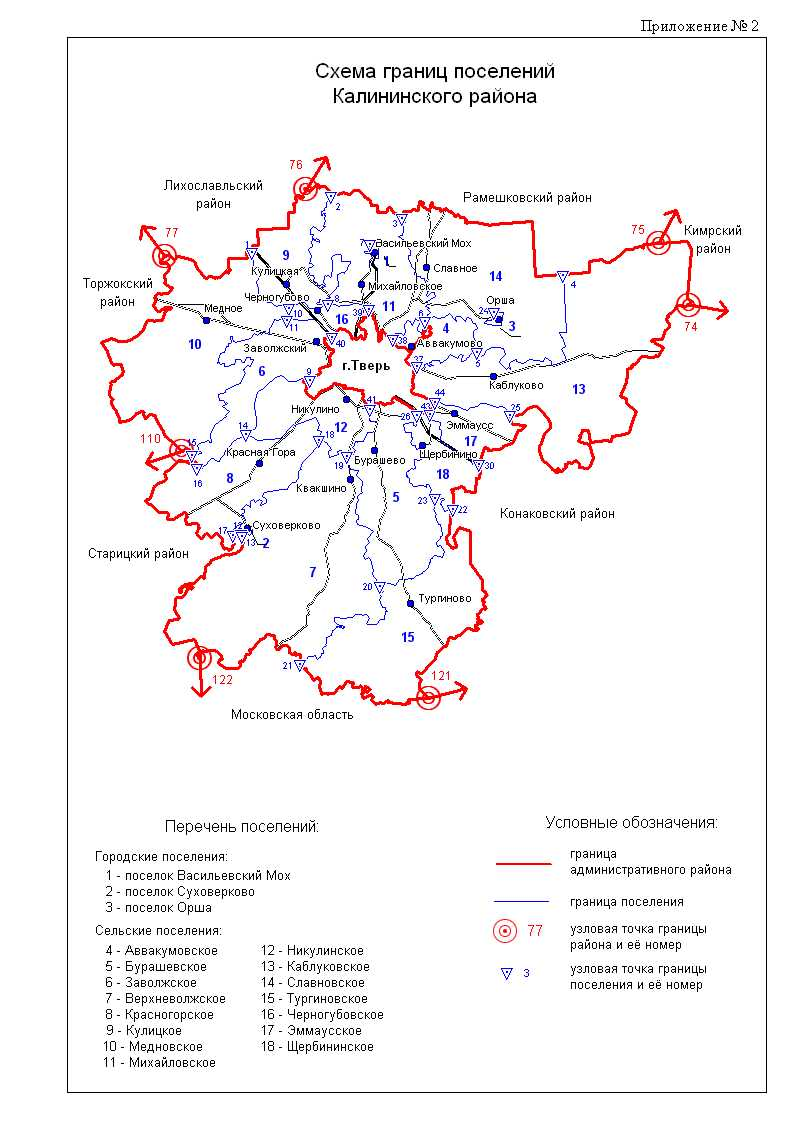

1. городское поселение посёлок Васильевский Мох
2. городское поселение посёлок Орша
3. городское поселение посёлок Суховерково
4. Аввакумовское сельское поселение
5. Бурашевское сельское поселение
6. Верхневолжское сельское поселение
7. Заволжское сельское поселение
8. Каблуковское сельское поселение
9. Красногорское сельское поселение
10. Кулицкое сельское поселение
11. Медновское сельское поселение
12. Михайловское сельское поселение
13. Никулинское сельское поселение
14. Славновское сельское поселение
15. Тургиновское сельское поселение
16. Черногубовское сельское поселение
17. Щербининское сельское поселение
18. Эммаусское сельское поселение

### Калязинский район
1. городское поселение город Калязин
2. Алфёровское сельское поселение
3. Нерльское сельское поселение
4. Семендяевское сельское поселение

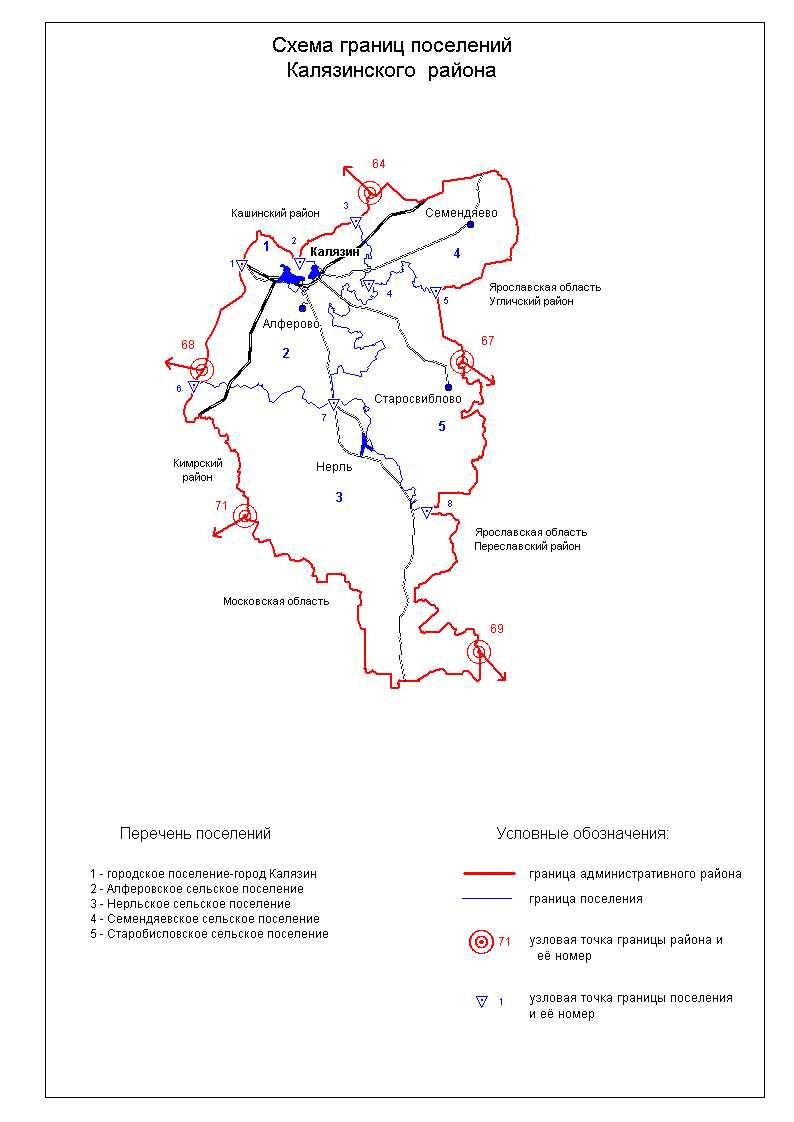

5. Старобисловское сельское поселение

### Конаковский район

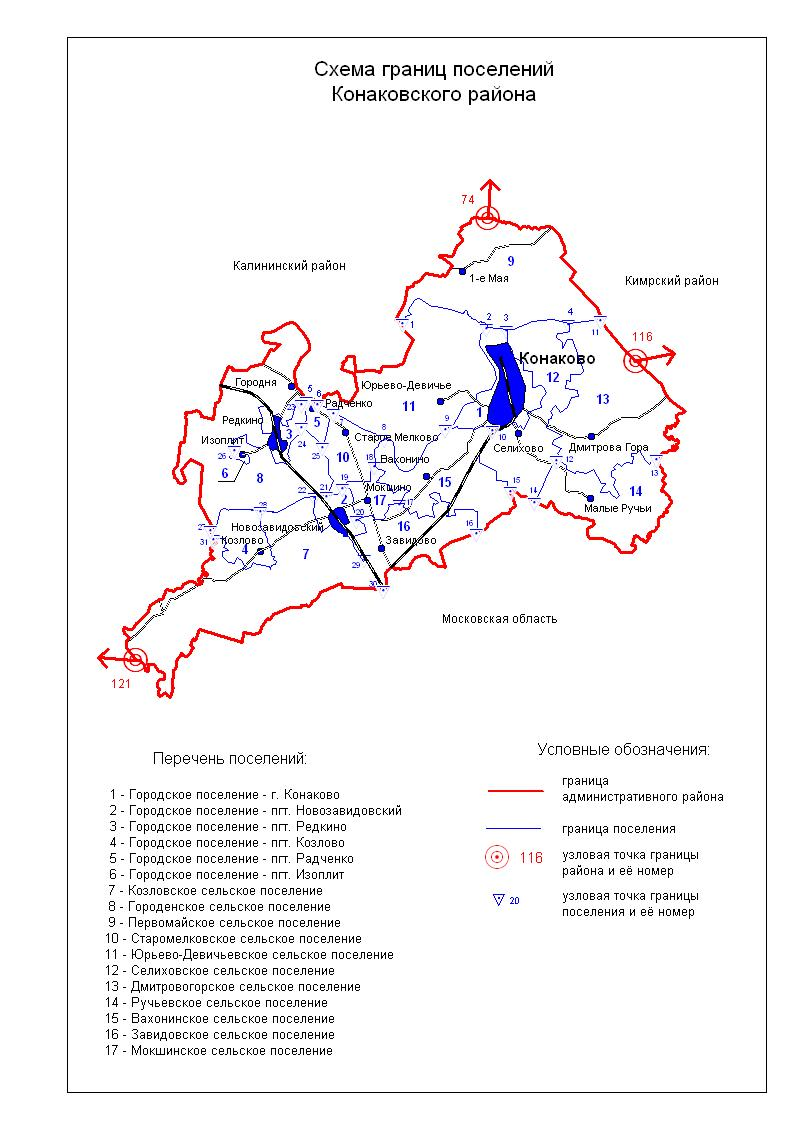

1. городское поселение город Конаково
2. городское поселение посёлок Изоплит
3. городское поселение посёлок Козлово
4. городское поселение посёлок Новозавидовский
5. городское поселение посёлок Радченко
6. городское поселение посёлок Редкино
7. Вахонинское сельское поселение
8. Городенское сельское поселение
9. Дмитровогорское сельское поселение
10. сельское поселение Завидово
11. Козловское сельское поселение
12. Первомайское сельское поселение
13. Ручьёвское сельское поселение
14. Селиховское сельское поселение
15. Старомелковское сельское поселение
16. Юрьево-Девичьевское сельское поселение

Законом Тверской области от 6 октября 2011 года № 62-ЗО, были преобразованы, путём их объединения, Завидовское и Мокшинское сельские поселения в сельское поселение «Завидово».

### Кувшиновский район

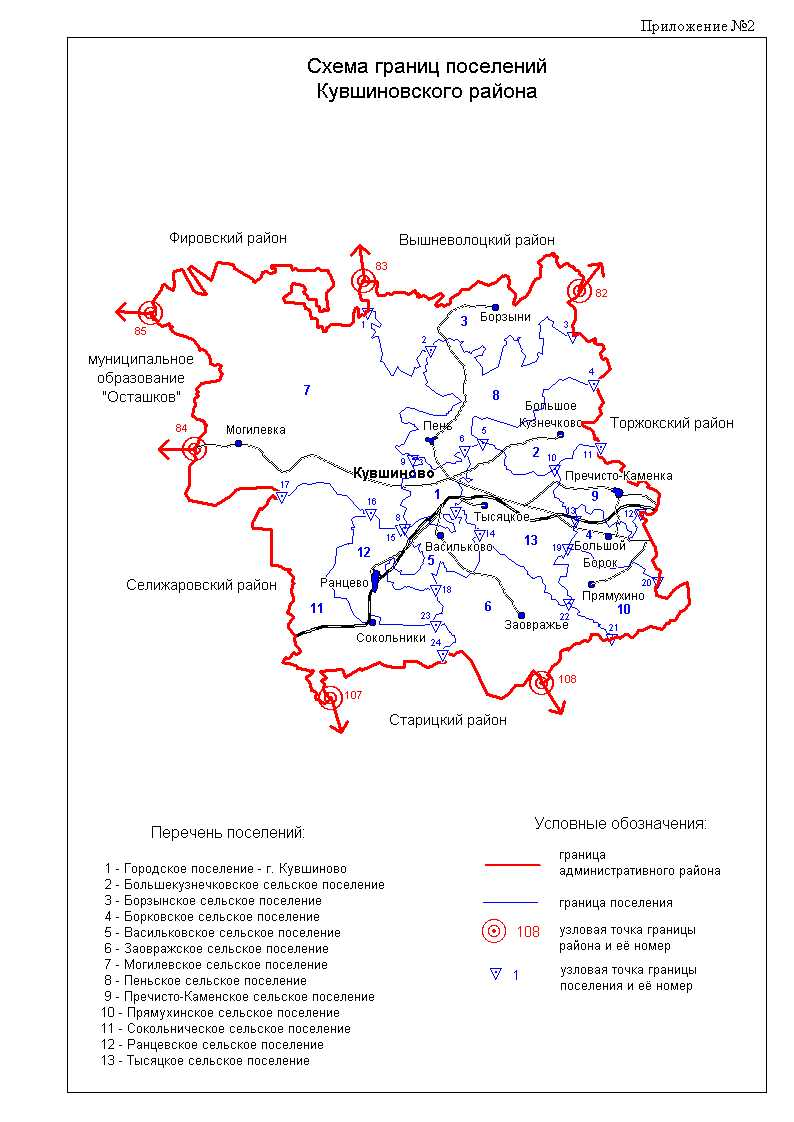

1. городское поселение город Кувшиново
2. Могилевское сельское поселение
3. Прямухинское сельское поселение
4. Сокольническое сельское поселение
5. Тысяцкое сельское поселение

Законом Тверской области от 17 декабря 2015 года № 119-ЗО, были преобразованы, путём их объединения, муниципальные образования:
- Прямухинское, Борковское, Заовражское и Пречисто-Каменское сельские поселения — в Прямухинское сельское поселение;
- Сокольническое, Васильковское и Ранцевское сельские поселения — в Сокольническое сельское поселение;
- Тысяцкое, Большекузнечковское, Борзынское и Пеньское сельские поселения — в Тысяцкое сельское поселение.

### Торжокский район

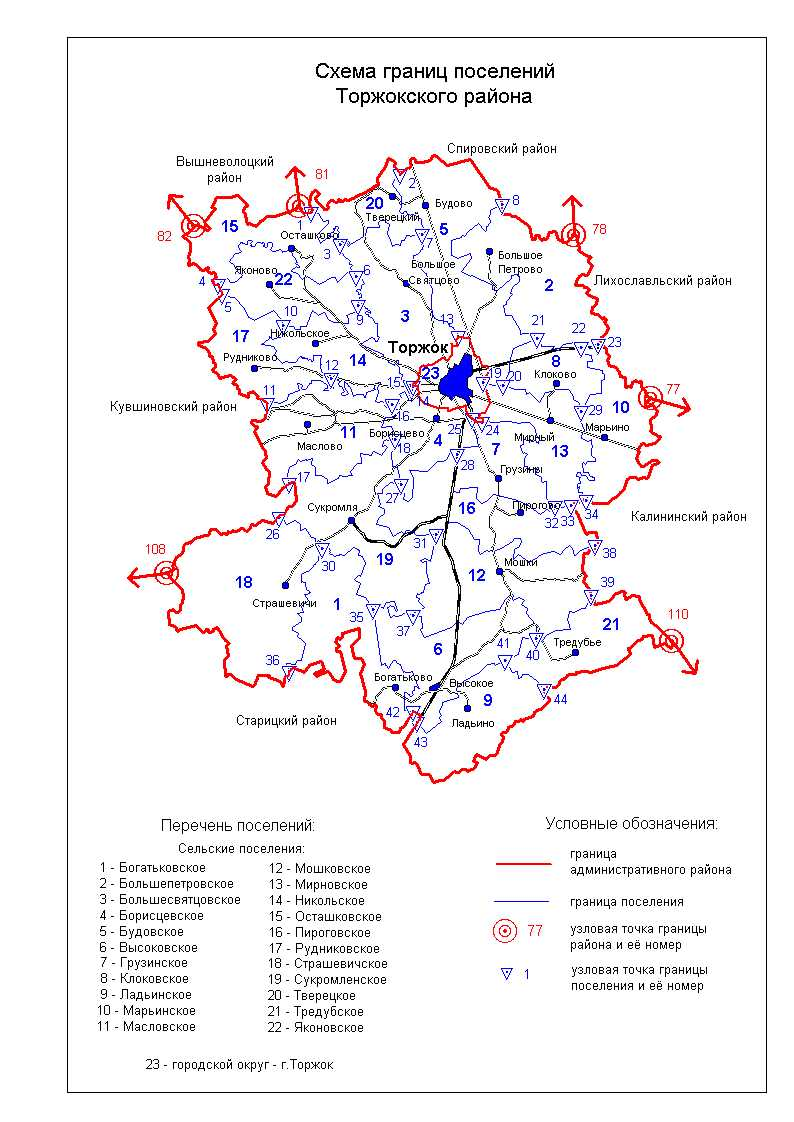

1. Большесвятцовское сельское поселение
2. Борисцевское сельское поселение
3. Будовское сельское поселение
4. Высоковское сельское поселение
5. Грузинское сельское поселение
6. Марьинское сельское поселение
7. Масловское сельское поселение
8. Мирновское сельское поселение
9. Мошковское сельское поселение
10. Рудниковское сельское поселение
11. Страшевичское сельское поселение
12. Сукромленское сельское поселение
13. Тверецкое сельское поселение
14. Яконовское сельское поселение

Законом Тверской области от 17 апреля 2017 года № 23-ЗО были преобразованы, путём их объединения, муниципальные образования:
- Будовское и Большепетровское сельские поселения в Будовское сельское поселение;
- Высоковское, Богатьковское и Ладьинское сельские поселения в Высоковское сельское поселение;
- Грузинское и Пироговское сельские поселения в Грузинское сельское поселение;
- Мирновское и Клоковское сельские поселения в Мирновское сельское поселение;
- Мошковское и Тредубское сельские поселения в Мошковское сельское поселение;
- Яконовское, Никольское и Осташковское сельские поселения в Яконовское сельское поселение.

### Торопецкий район
1. городское поселение город Торопец
2. Василевское сельское поселение
3. Кудрявцевское сельское поселение
4. Плоскошское сельское поселение

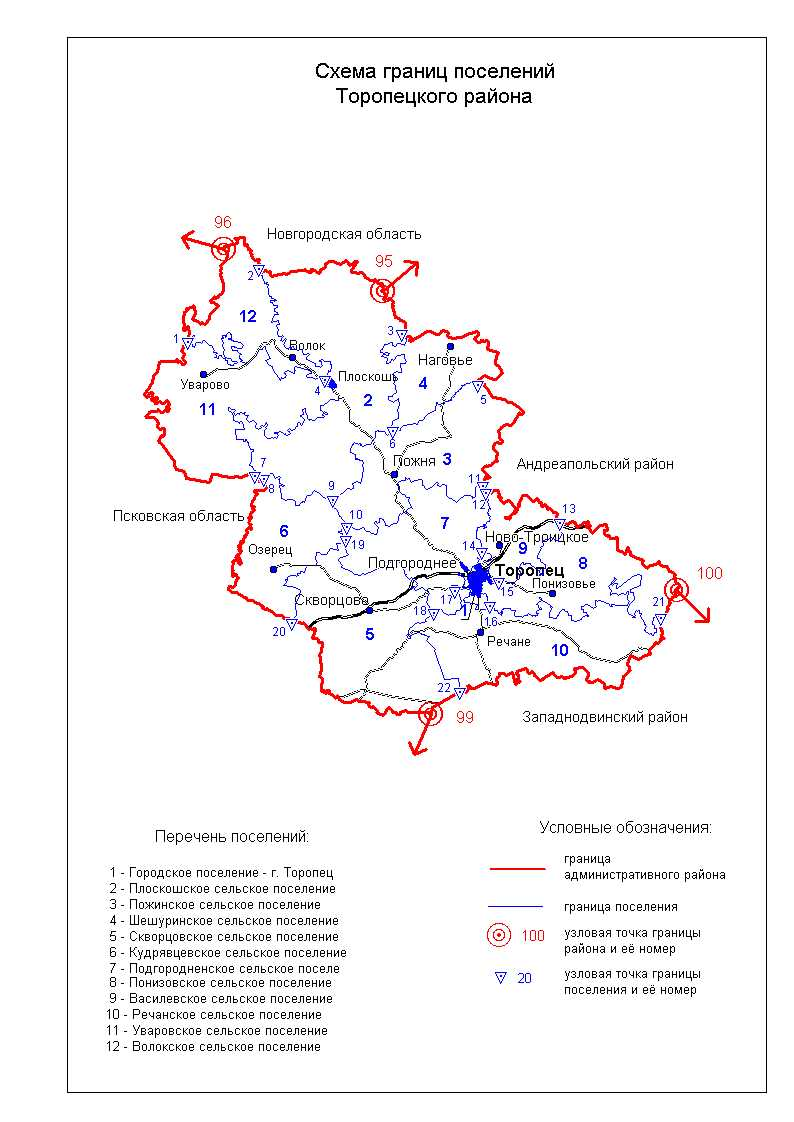

5. Подгородненское сельское поселение
6. Пожинское сельское поселение
7. Понизовское сельское поселение
8. Речанское сельское поселение
9. Скворцовское сельское поселение

Законом Тверской области от 28 марта 2013 года № 20-ЗО, были преобразованы, путём их объединения, муниципальные образования:
- Плоскошское, Волокское и Уваровское сельские поселения в Плоскошское сельское поселение;
- Шешуринское и Пожинское сельские поселения в Пожинское сельское поселение.

### Фировский район
1. Фировское городское поселение

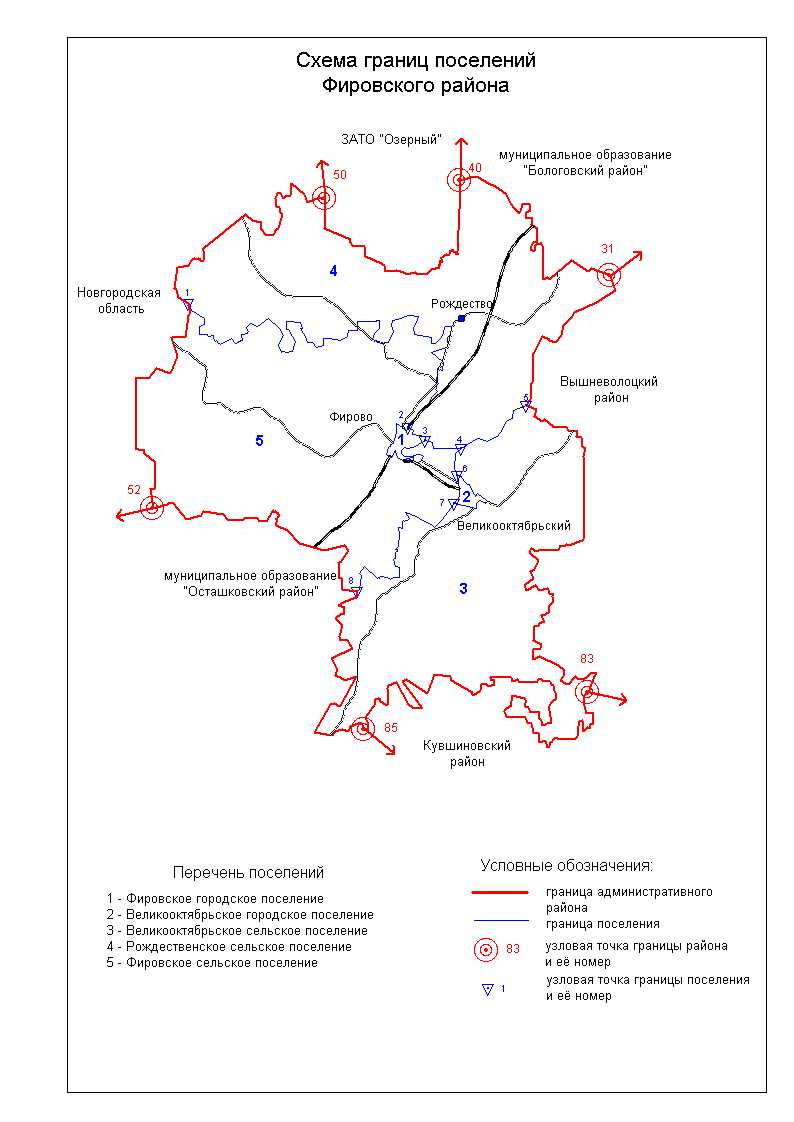

2. Великооктябрьское городское поселение
3. Великооктябрьское сельское поселение
4. Рождественское сельское поселение
5. Фировское сельское поселение

### Поселения упразднённых муниципальных районов

#### Андреапольский район

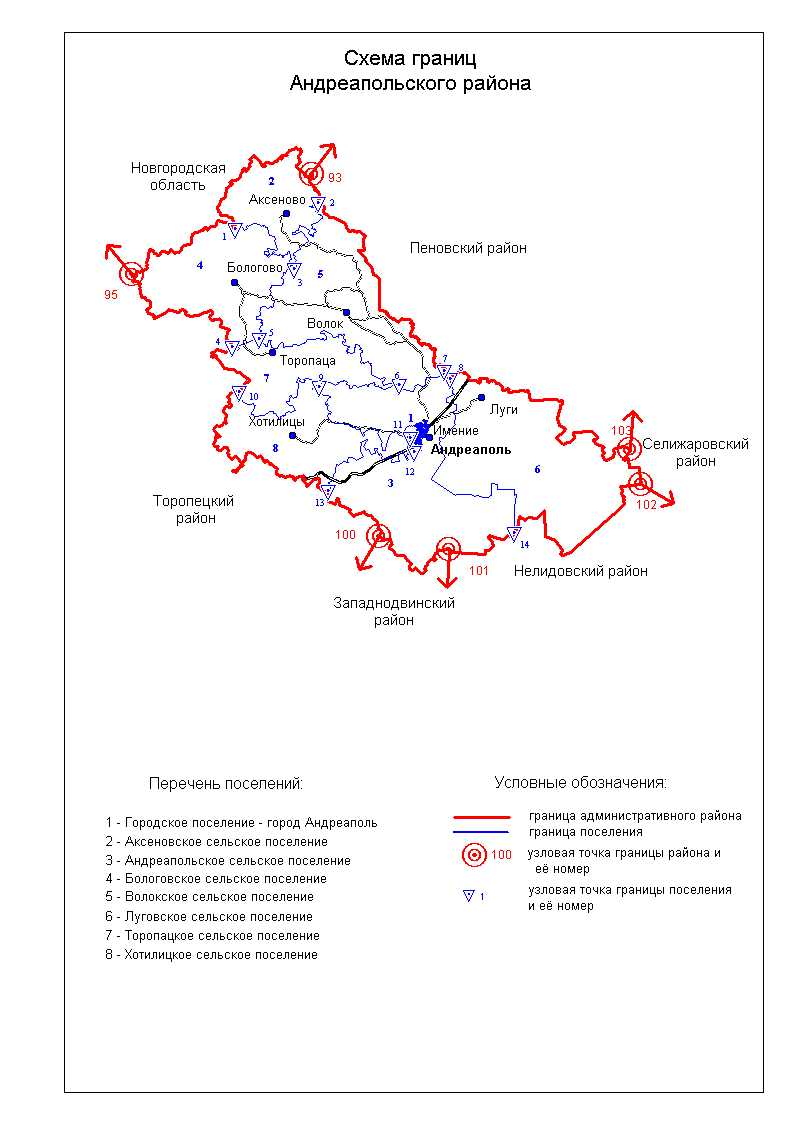

1. городское поселение город Андреаполь
2. Аксёновское сельское поселение
3. Андреапольское сельское поселение
4. Бологовское сельское поселение
5. Волокское сельское поселение
6. Луговское сельское поселение
7. Торопацкое сельское поселение
8. Хотилицкое сельское поселение

В июне 2019 года все поселения Андреапольского района были упразднены и объединены в Андреапольский муниципальный округ.

#### Бельский район

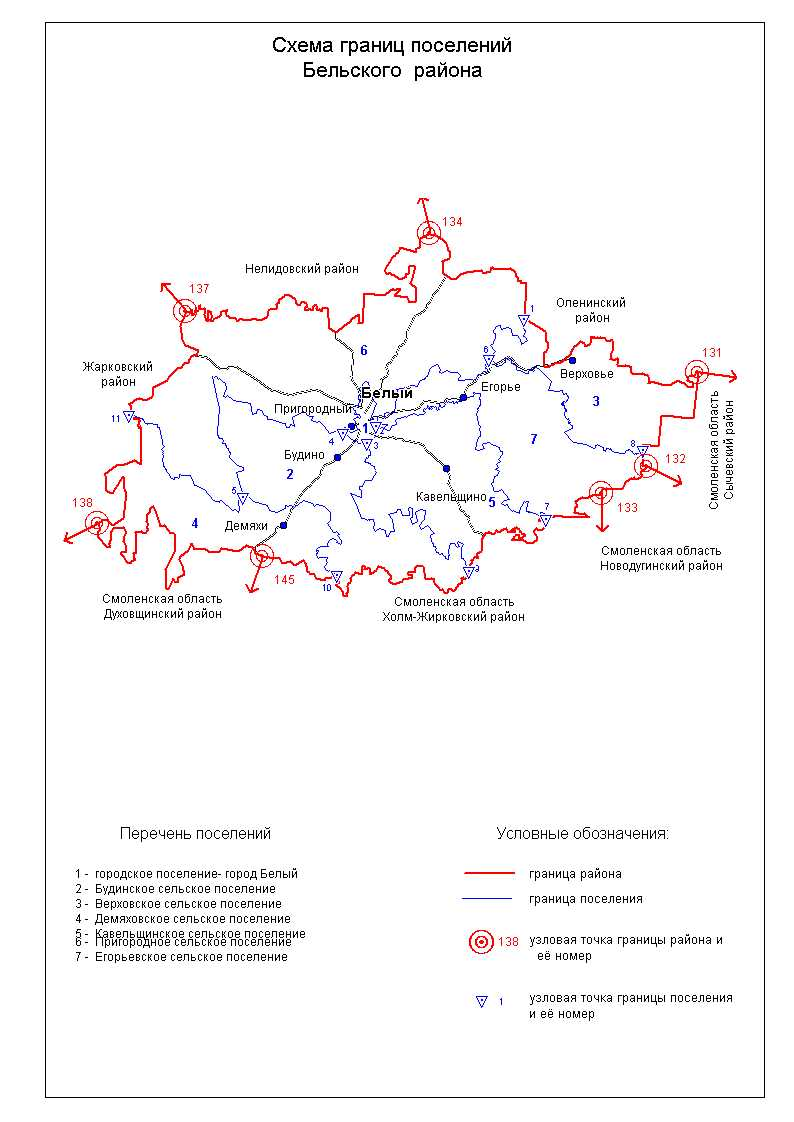

1. городское поселение город Белый
2. Будинское сельское поселение
3. Верховское сельское поселение
4. Демяховское сельское поселение
5. Егорьевское сельское поселение
6. Кавельщинское сельское поселение
7. Пригородное сельское поселение

#### Весьегонский район

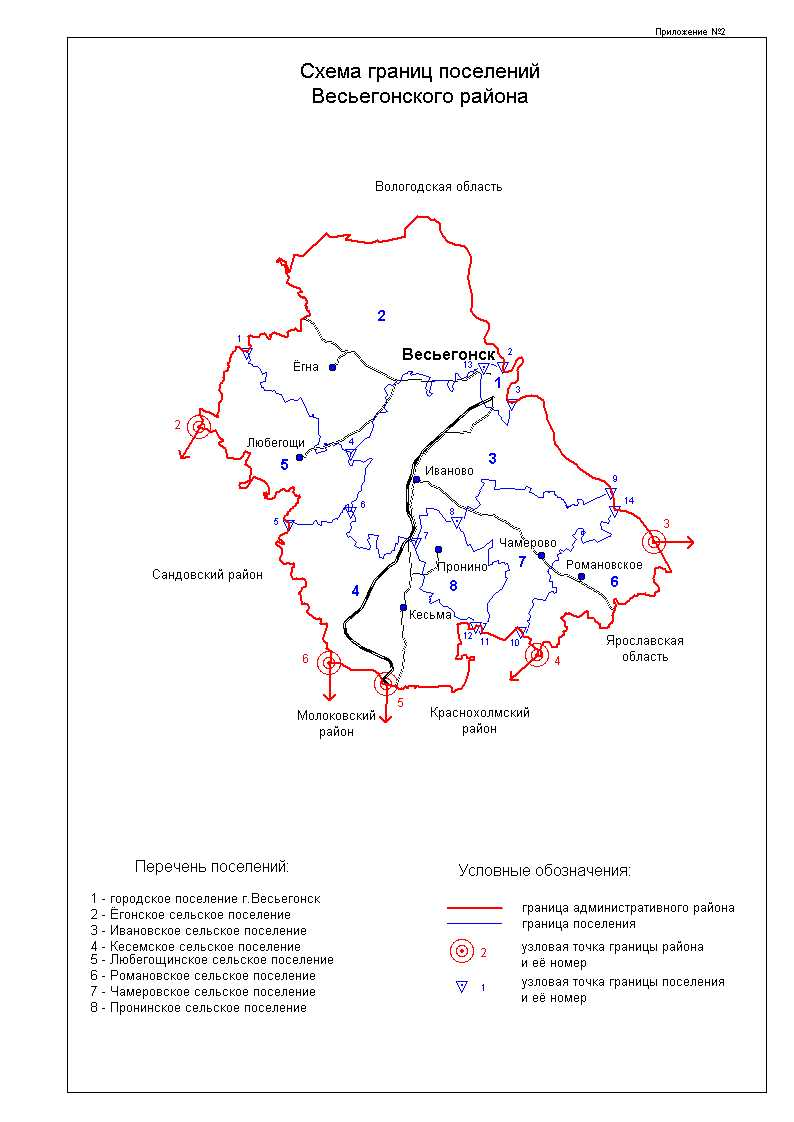

1. городское поселение город Весьегонск
2. Ёгонское сельское поселение
3. Ивановское сельское поселение
4. Кесемское сельское поселение
5. Любегощинское сельское поселение
6. Романовское сельское поселение
7. Чамеровское сельское поселение

Законом Тверской области от 17 апреля 2017 года № 26-ЗО, были преобразованы, путём их объединения, Пронинское и Ивановское сельские поселения в Ивановское сельское поселение.
31 мая 2019 года все поселения Весьегонского района были упразднены и объединены в Весьегонский муниципальный округ.

#### Вышневолоцкий район

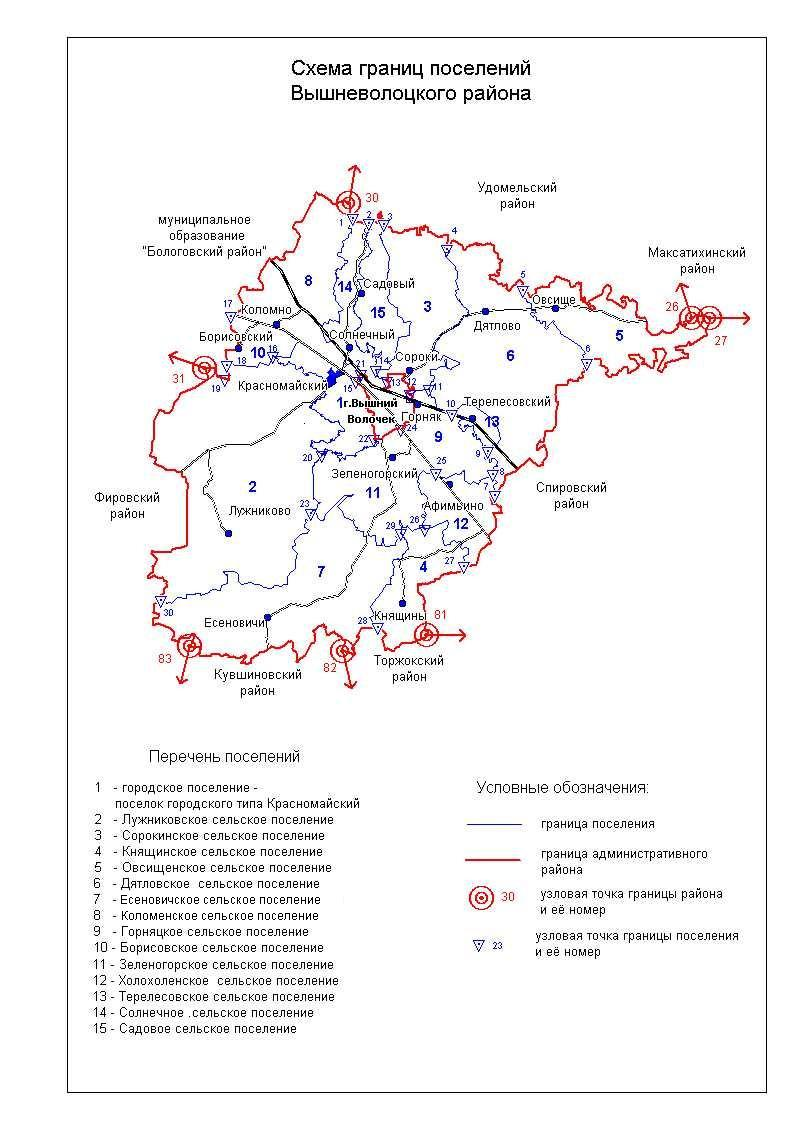

1. городское поселение посёлок Красномайский
2. Борисовское сельское поселение
3. Горняцкое сельское поселение
4. Дятловское сельское поселение
5. Есеновичское сельское поселение
6. Зеленогорское сельское поселение
7. Княщинское сельское поселение
8. Коломенское сельское поселение
9. Лужниковское сельское поселение
10. Овсищенское сельское поселение
11. Садовое сельское поселение
12. Солнечное сельское поселение
13. Сорокинское сельское поселение
14. Терелесовское сельское поселение
15. Холохоленское сельское поселение

Муниципальный район и не входивший в его состав административный центр Вышний Волочёк в 2019 году преобразованы в Вышневолоцкий городской округ.

#### Западнодвинский район

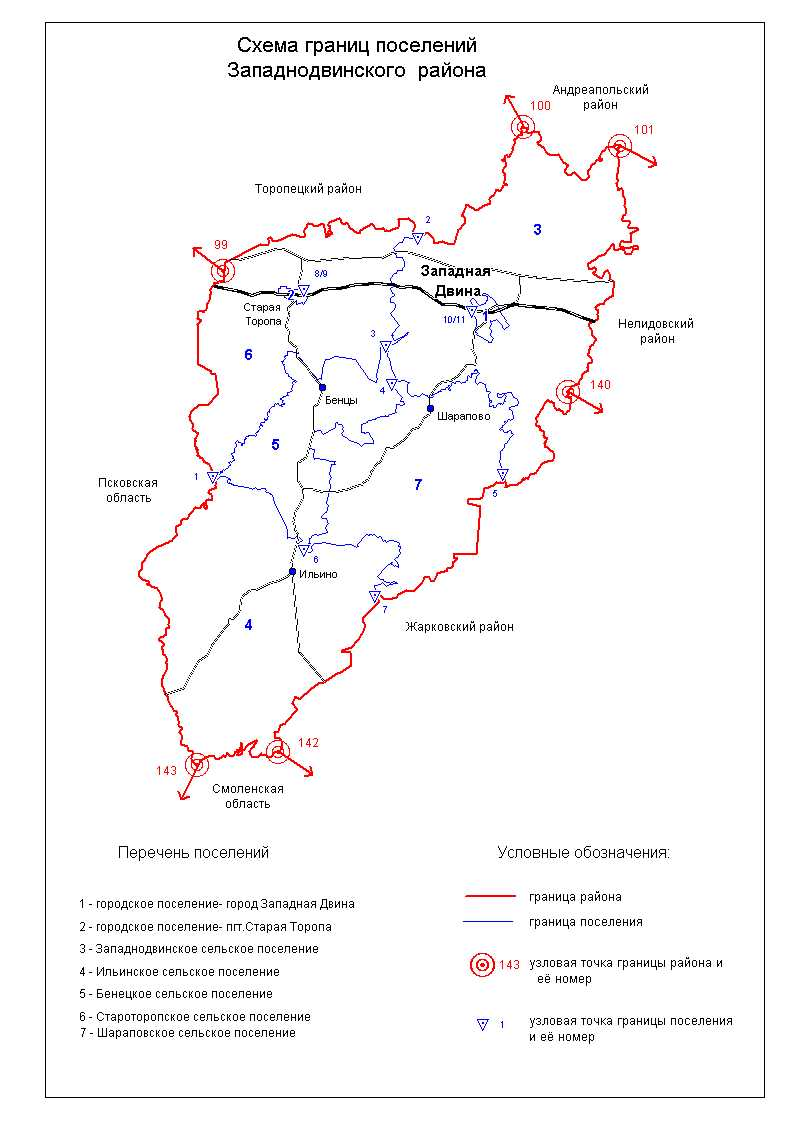

1. городское поселение город Западная Двина
2. городское поселение посёлок Старая Торопа
3. Бенецкое сельское поселение
4. Западнодвинское сельское поселение
5. Ильинское сельское поселение
6. Староторопское сельское поселение
7. Шараповское сельское поселение

Законом Тверской области от 23.04.2020 № 19-ЗО Западнодвинский муниципальный район с входящими в его состав городскими и сельскими поселениями в мае 2020 года преобразован в Западнодвинский муниципальный округ.

#### Жарковский район

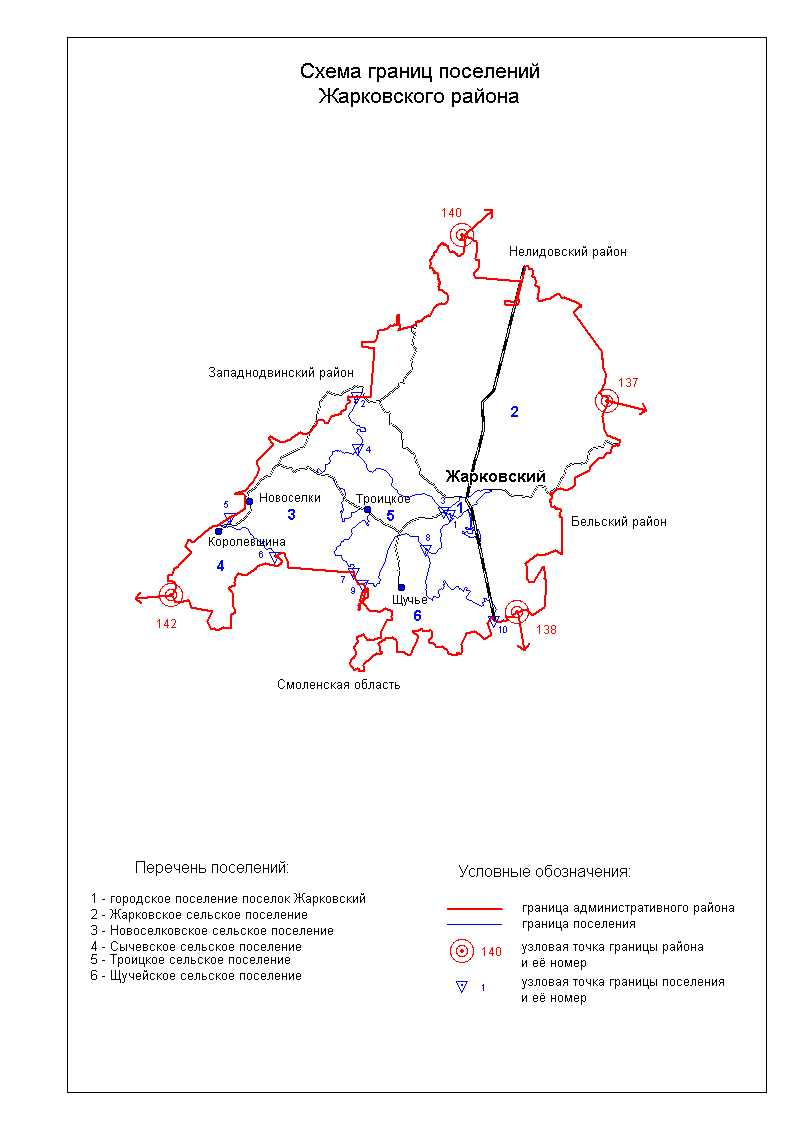

1. городское поселение посёлок Жарковский
2. Жарковское сельское поселение
3. Новосёлковское сельское поселение
4. Щучейское сельское поселение

Законом Тверской области от 28 марта 2013 года № 19-ЗО, были преобразованы, путём их объединения, муниципальные образования:
- Новоселковское и Сычевское сельские поселения в Новосёлковское сельское поселение;
- Щучейское и Троицкое сельские поселения в Щучейское сельское поселение.

#### Зубцовский район

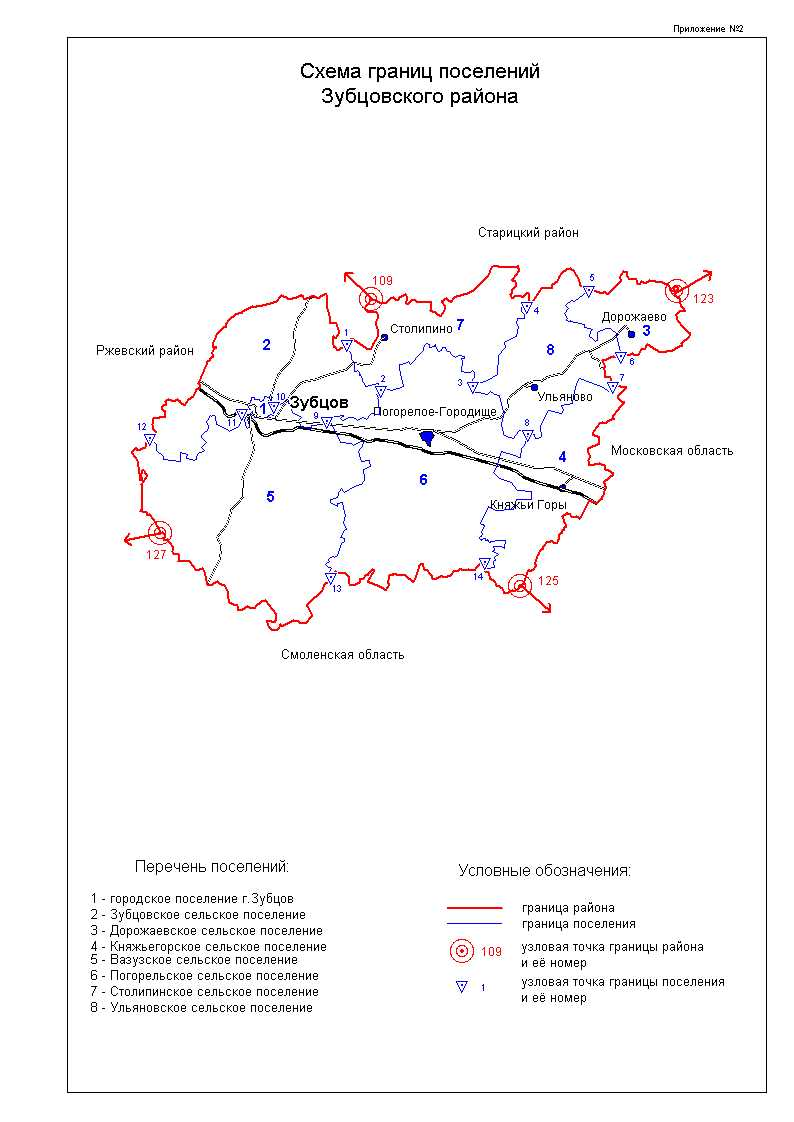

1. городское поселение город Зубцов
2. Вазузское сельское поселение
3. Дорожаевское сельское поселение
4. Зубцовское сельское поселение
5. Княжьегорское сельское поселение
6. Погорельское сельское поселение
7. Столипинское сельское поселение
8. Ульяновское сельское поселение

#### Кашинский район
1. городское поселение город Кашин
2. Барыковское сельское поселение
3. Булатовское сельское поселение
4. Верхнетроицкое сельское поселение
5. Давыдовское сельское поселение
6. Карабузинское сельское поселение
7. Пестриковское сельское поселение
8. Письяковское сельское поселение
9. Славковское сельское поселение
10. Уницкое сельское поселение
11. Фарафоновское сельское поселение
12. Шепелевское сельское поселение

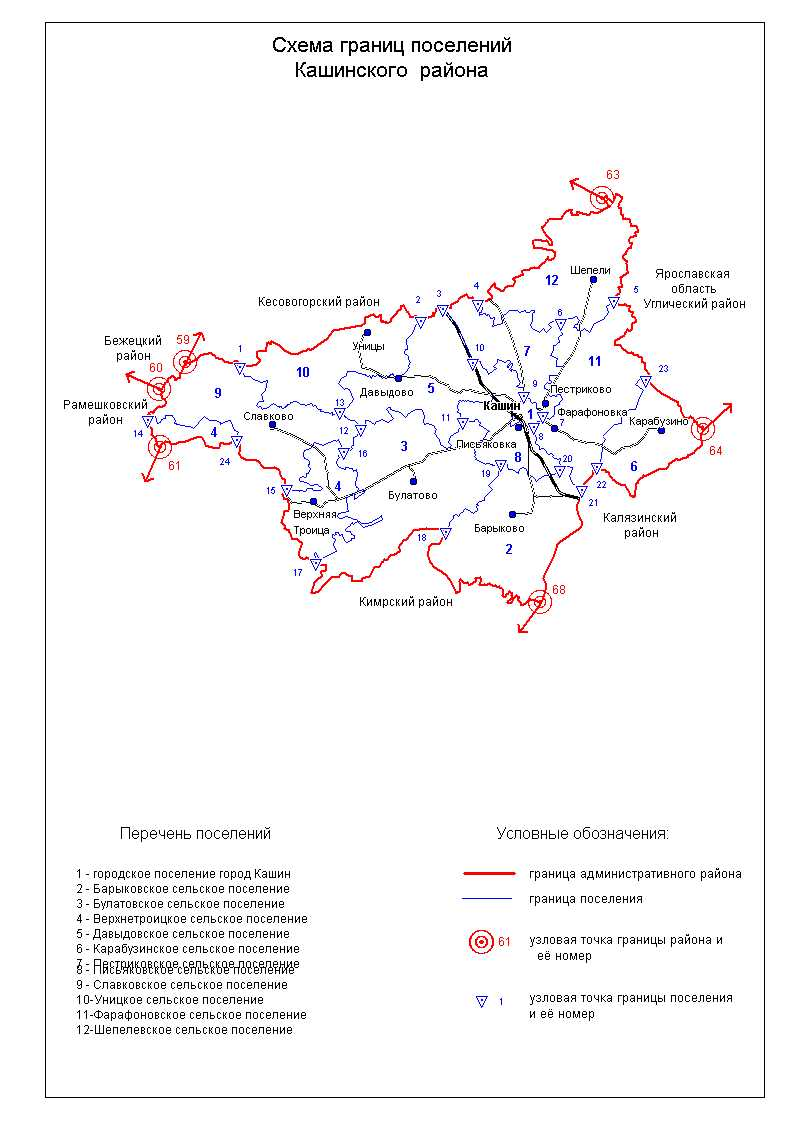

Законом Тверской области от 7 апреля 2018 года N 16-ЗО, все муниципальные образования Кашинского района были преобразованы путём их объединения в Кашинский городской округ.

#### Кесовогорский район

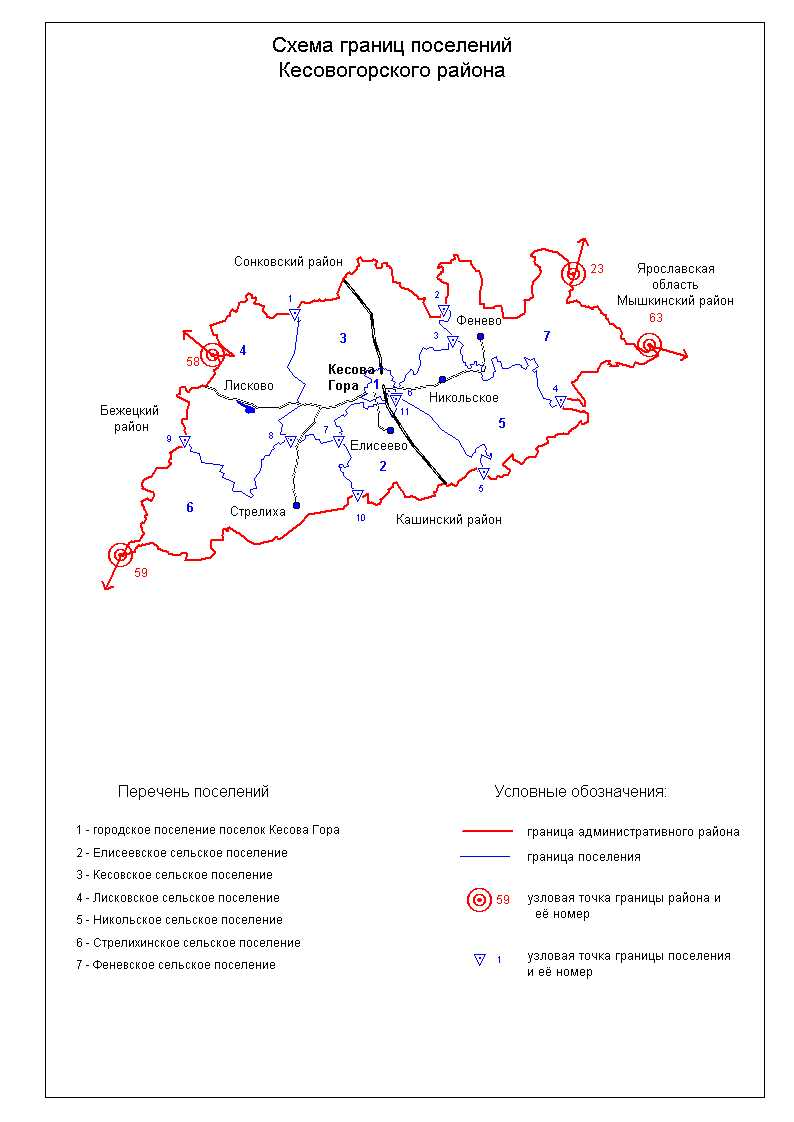

1. городское поселение посёлок Кесова Гора
2. Елисеевское сельское поселение
3. Кесовское сельское поселение
4. Лисковское сельское поселение
5. Никольское сельское поселение
6. Стрелихинское сельское поселение
7. Феневское сельское поселение

#### Кимрский район

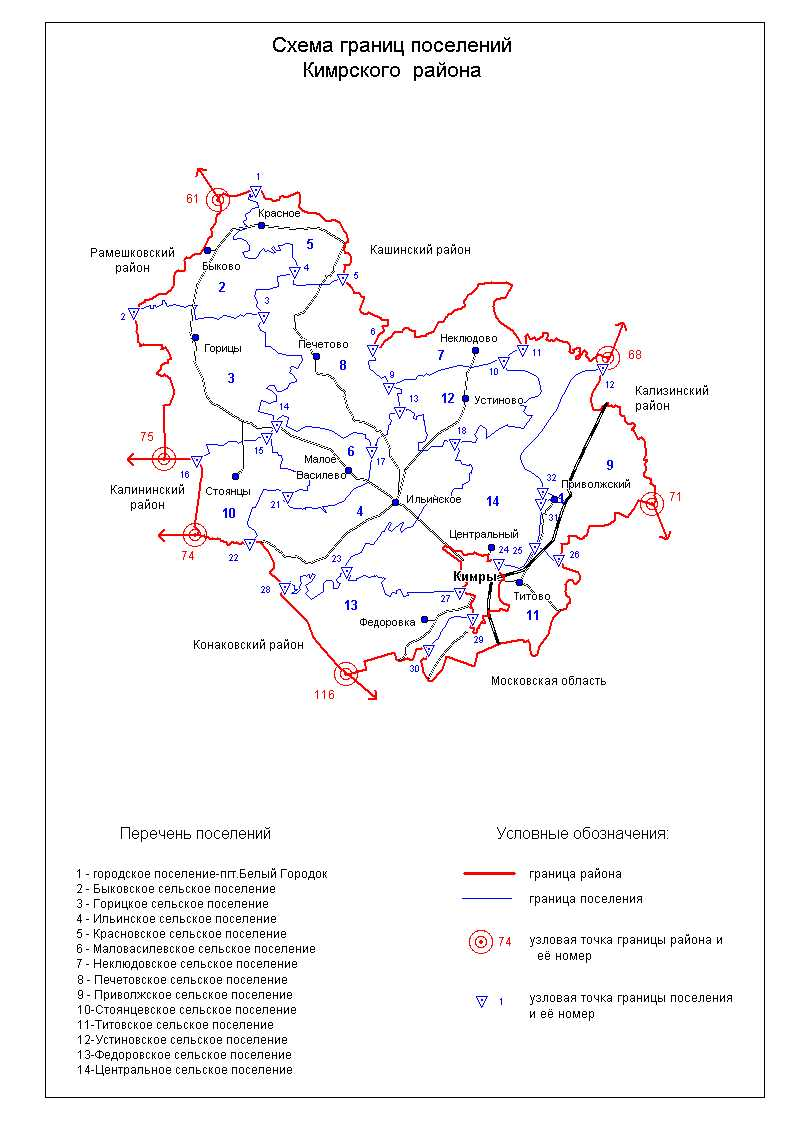

1. городское поселение посёлок Белый Городок
2. Быковское сельское поселение
3. Горицкое сельское поселение
4. Ильинское сельское поселение
5. Красновское сельское поселение
6. Маловасилевское сельское поселение
7. Неклюдовское сельское поселение
8. Печетовское сельское поселение
9. Приволжское сельское поселение
10. Стоянцевское сельское поселение
11. Титовское сельское поселение
12. Устиновское сельское поселение
13. Фёдоровское сельское поселение
14. Центральное сельское поселение

#### Краснохолмский район

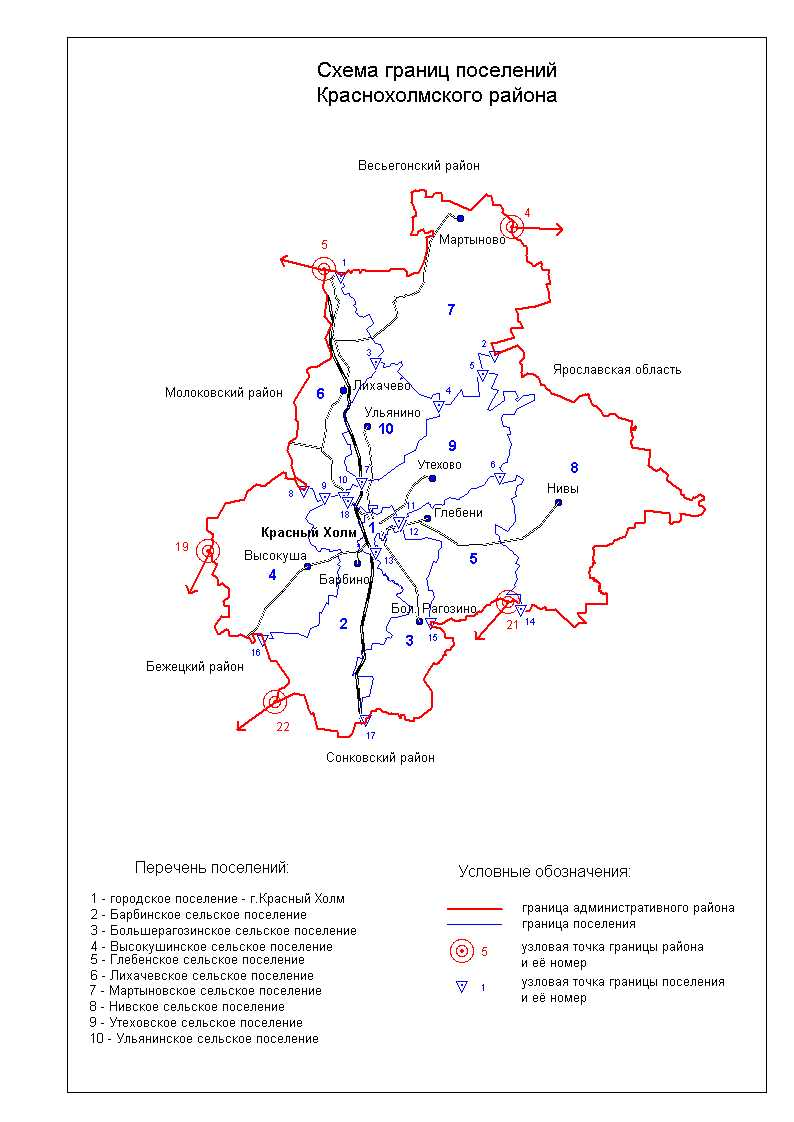

1. городское поселение город Красный Холм
2. Барбинское сельское поселение
3. Глебенское сельское поселение
4. Лихачёвское сельское поселение

Законом Тверской области от 28 марта 2013 года № 17-ЗО, были преобразованы, путём их объединения, муниципальные образования:
- Глебенское, Нивское и Утеховское сельские поселения в Глебенское сельское поселение;
- Барбинское, Большерагозинское и Высокушинское сельские поселения в Барбинское сельское поселение;
- Лихачёвское, Мартыновское и Ульянинское сельские поселения в Лихачёвское сельское поселение.

Законом Тверской области от 22.04.2020 № 20-ЗО Краснохолмский муниципальный район с входящими в его состав городским и сельскими поселениями в мае 2020 года преобразован в Краснохолмский муниципальный округ.

#### Лесной район
1. Бохтовское сельское поселение
2. Лесное сельское поселение
3. Медведковское сельское поселение
4. Сорогожское сельское поселение

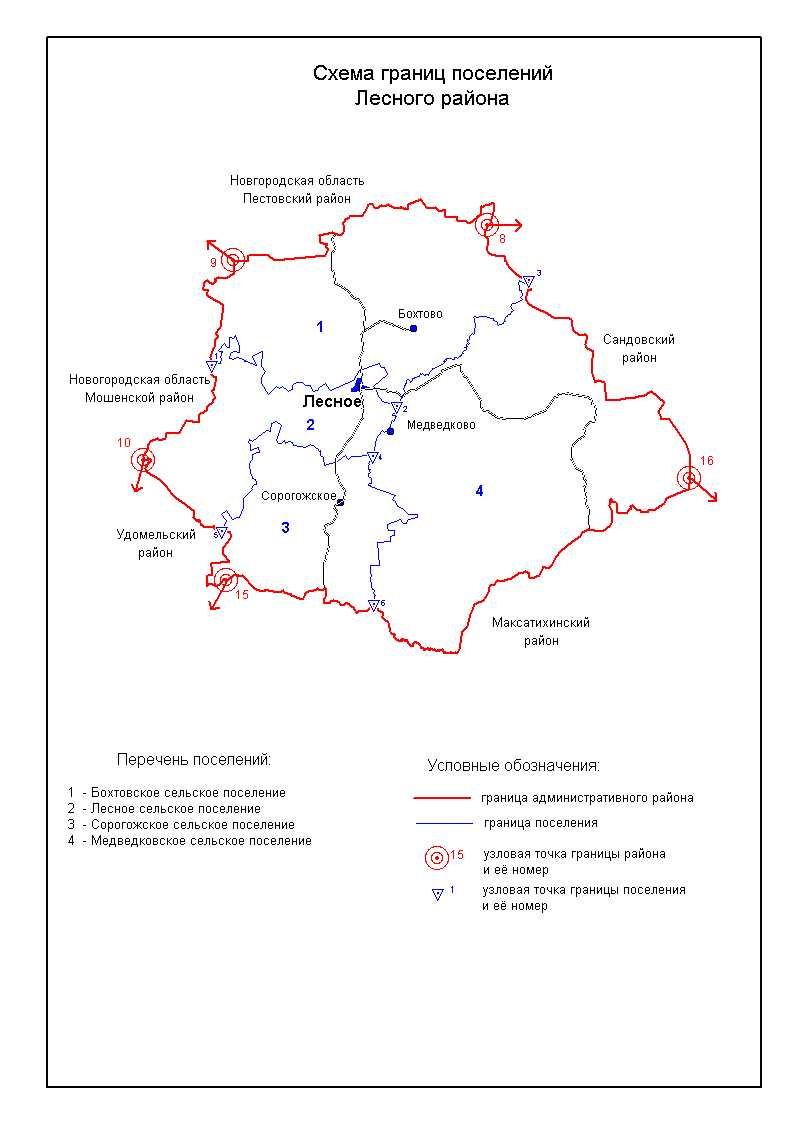

29 декабря 2019 года район с входящими в его состав сельскими поселениями упразднён с преобразованием в Лесной муниципальный округ.

#### Лихославльский район

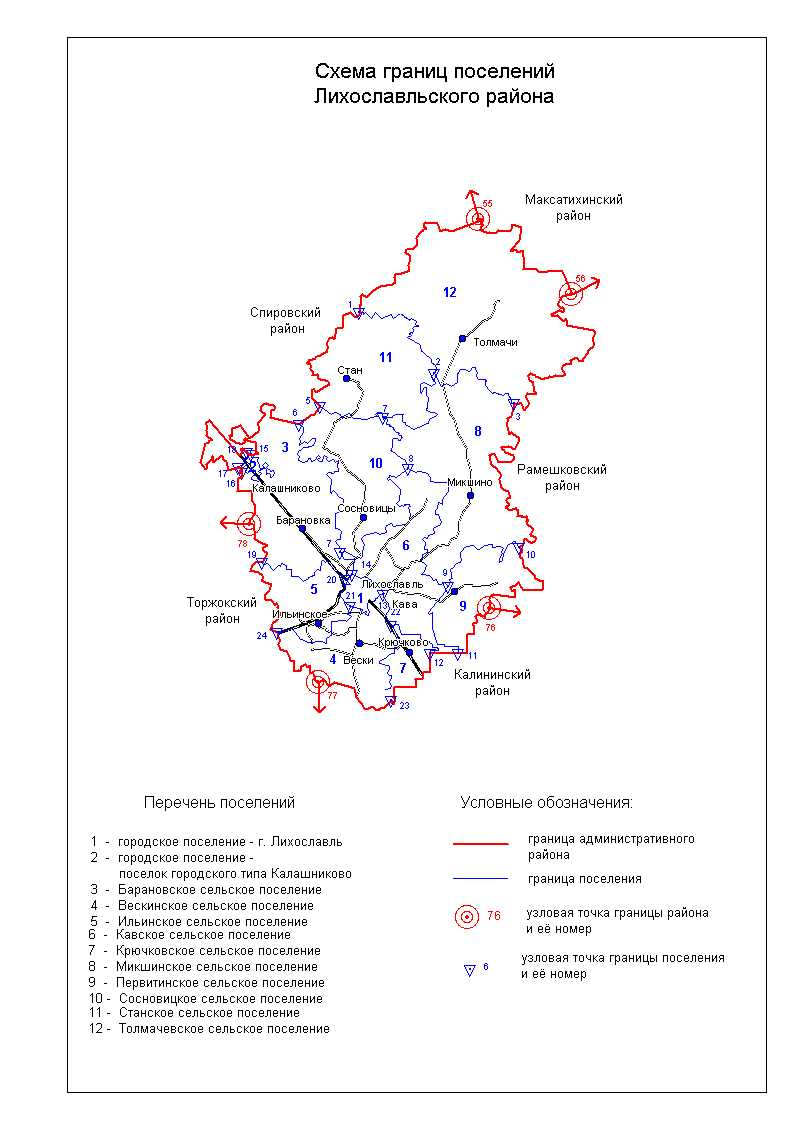

1. городское поселение город Лихославль
2. городское поселение посёлок Калашниково
3. Вёскинское сельское поселение
4. Кавское сельское поселение
5. Микшинское сельское поселение
6. Сосновицкое сельское поселение
7. Станское сельское поселение
8. Толмачёвское сельское поселение

Законом Тверской области от 17 апреля 2017 года № 24-ЗО были преобразованы, путём их объединения, муниципальные образования:
- Первитинское и Кавское сельские поселения в Кавское сельское поселение;
- Ильинское, Крючковское и Вескинское сельские поселения в Вёскинское сельское поселение;
- Барановское и Сосновицкое сельские поселения в Сосновицкое сельское поселение.

Законом Тверской области от 5 апреля 2021 года № 17-ЗО Лихославльский муниципальный район и входящие в его состав городские и сельские поселения к 17 апреля 2021 года были преобразованы в муниципальный округ.

#### Максатихинский район

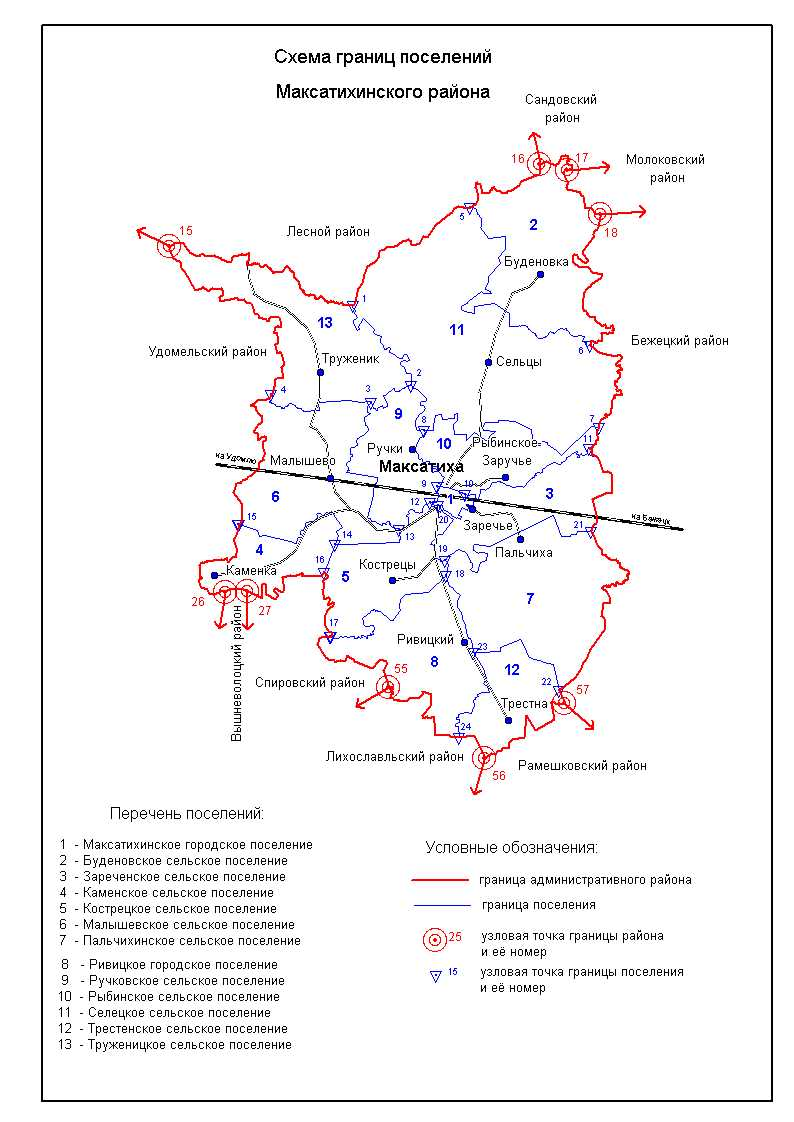

1. городское поселение посёлок Максатиха
2. Зареченское сельское поселение
3. Малышевское сельское поселение
4. Рыбинское сельское поселение

Законом Тверской области от 8 октября 2014 года № 74-ЗО, были преобразованы, путём их объединения, муниципальные образования:
- Зареченское, Кострецкое, Пальчихинское, Ривицкое и Трестенское — в Зареченское сельское поселение;
- Малышевское, Труженицкое и Каменское — в Малышевское сельское поселение;
- Селецкое, Будёновское, Рыбинское и Ручковское — в Рыбинское сельское поселение.

#### Молоковский район

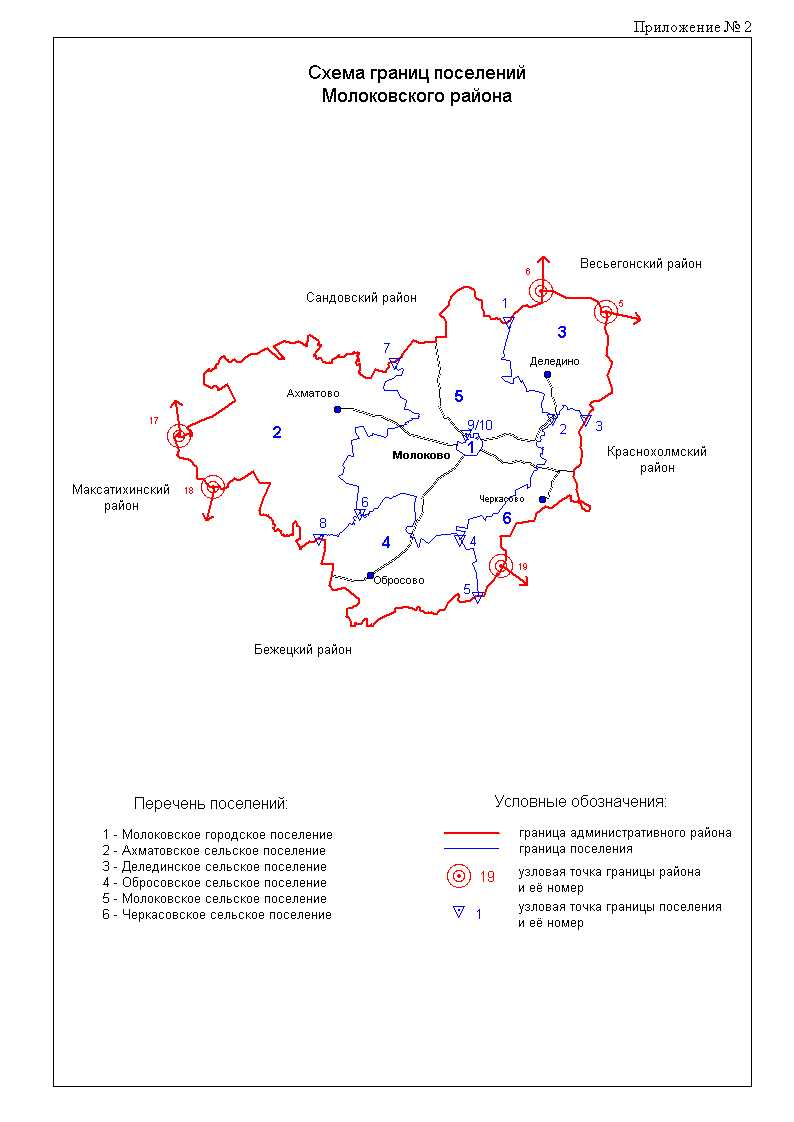

1. городское поселение посёлок Молоково
2. Молоковское сельское поселение
3. Обросовское сельское поселение

Законом Тверской области от 17 декабря 2015 года № 120-ЗО, были преобразованы, путём их объединения, муниципальные образования:
- Ахматовское, Обросовское и Черкасовское сельские поселения — в Обросовское сельское поселение;
- Делединское и Молоковское сельские поселения — в Молоковское сельское поселение.

Законом Тверской области от 5 апреля 2021 года № 20-ЗО Молоковский муниципальный район и входящие в его состав городское и сельские поселения к 17 апреля 2021 года были преобразованы в муниципальный округ.

#### Нелидовский район

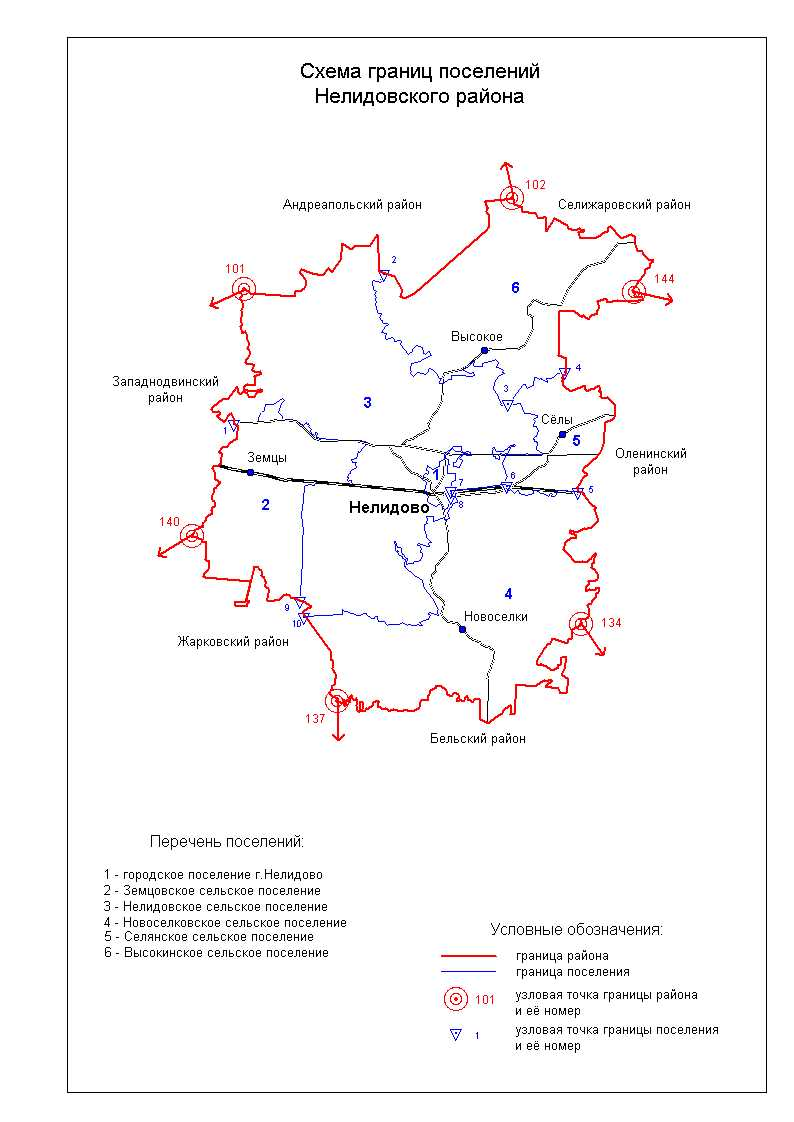

1. городское поселение город Нелидово
2. Высокинское сельское поселение
3. Земцовское сельское поселение
4. Нелидовское сельское поселение
5. Новосёлковское сельское поселение
6. Селянское сельское поселение

Законом Тверской области от 7 апреля 2018 года N 17-ЗО, все муниципальные образования Нелидовского района были преобразованы путём их объединения в Нелидовский городской округ.

#### Оленинский район

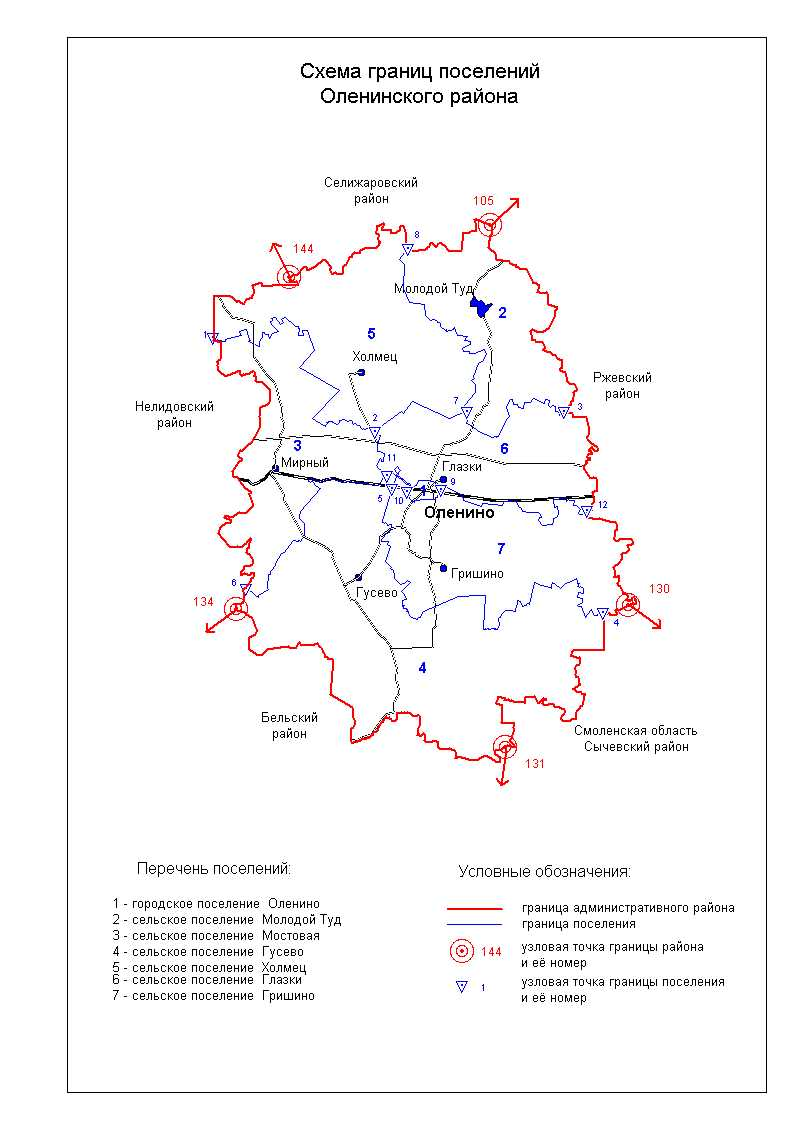

1. городское поселение посёлок Оленино
2. Глазковское сельское поселение
3. Гришинское сельское поселение
4. Гусевское сельское поселение
5. Молодотудское сельское поселение
6. Мостовское сельское поселение
7. Холмецкое сельское поселение

29 декабря 2019 года Оленинский район с входящими в его состав городским и сельскими поселениями упразднён с преобразованием в Оленинский муниципальный округ.

#### Осташковский район

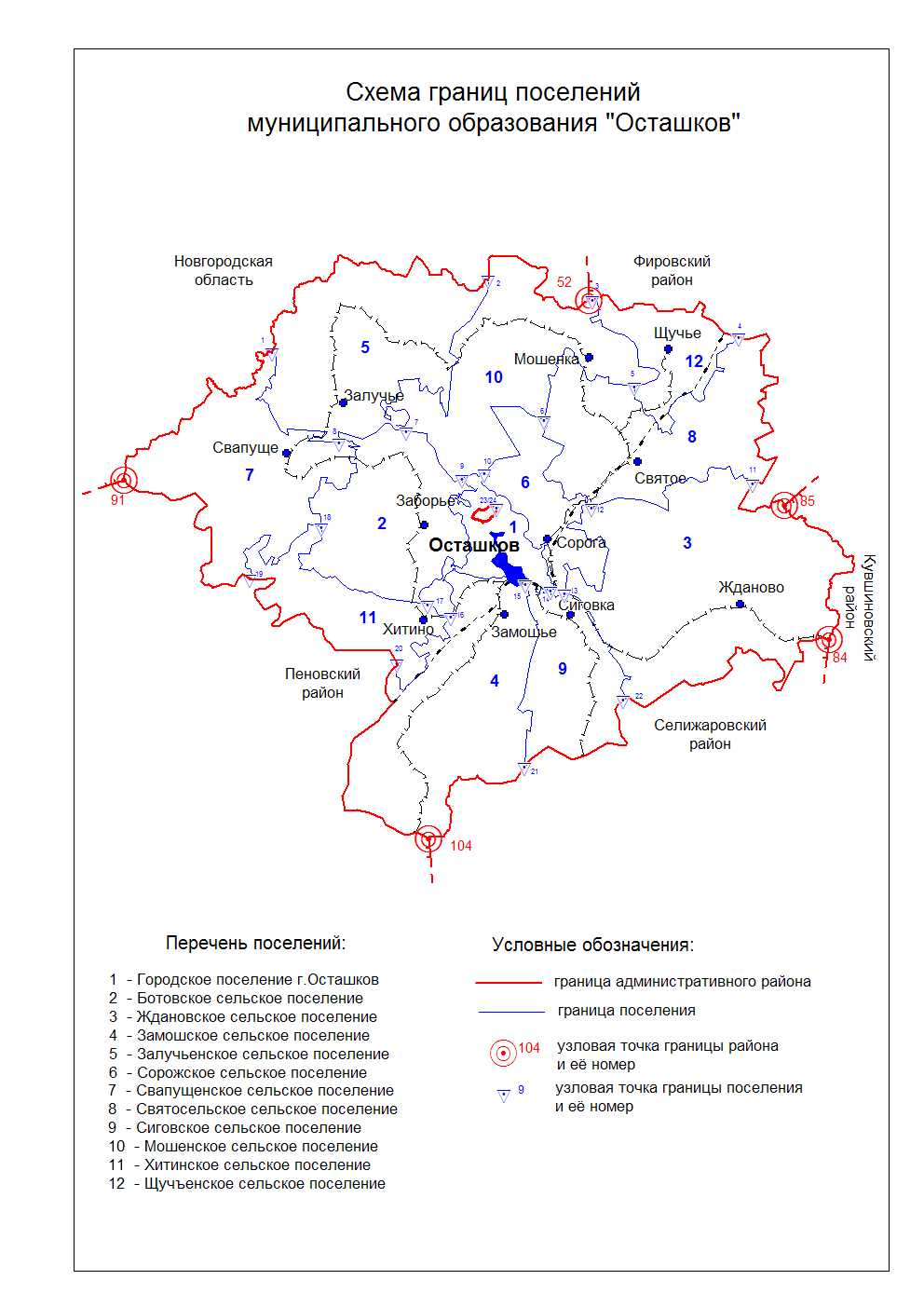

1. городское поселение город Осташков
2. Ботовское сельское поселение
3. Ждановское сельское поселение
4. Залучьенское сельское поселение
5. Замошское сельское поселение
6. Мошенское сельское поселение
7. Свапущенское сельское поселение
8. Святосельское сельское поселение
9. Сиговское сельское поселение
10. Сорожское сельское поселение
11. Хитинское сельское поселение

Законом Тверской области от 28 марта 2013 года № 16-ЗО, были преобразованы, путём их объединения, Щучьенское и Святосельское сельские поселения в Святосельское сельское поселение.
Законом Тверской области от 17 апреля 2017 года № 27-ЗО, все муниципальные образования Осташковского района были преобразованы путём их объединения в Осташковский городской округ.

#### Пеновский район
1. городское поселение посёлок Пено
2. Ворошиловское сельское поселение
3. Заевское сельское поселение
4. Охватское сельское поселение
5. Рунское сельское поселение
6. Серёдкинское сельское поселение
7. Чайкинское сельское поселение

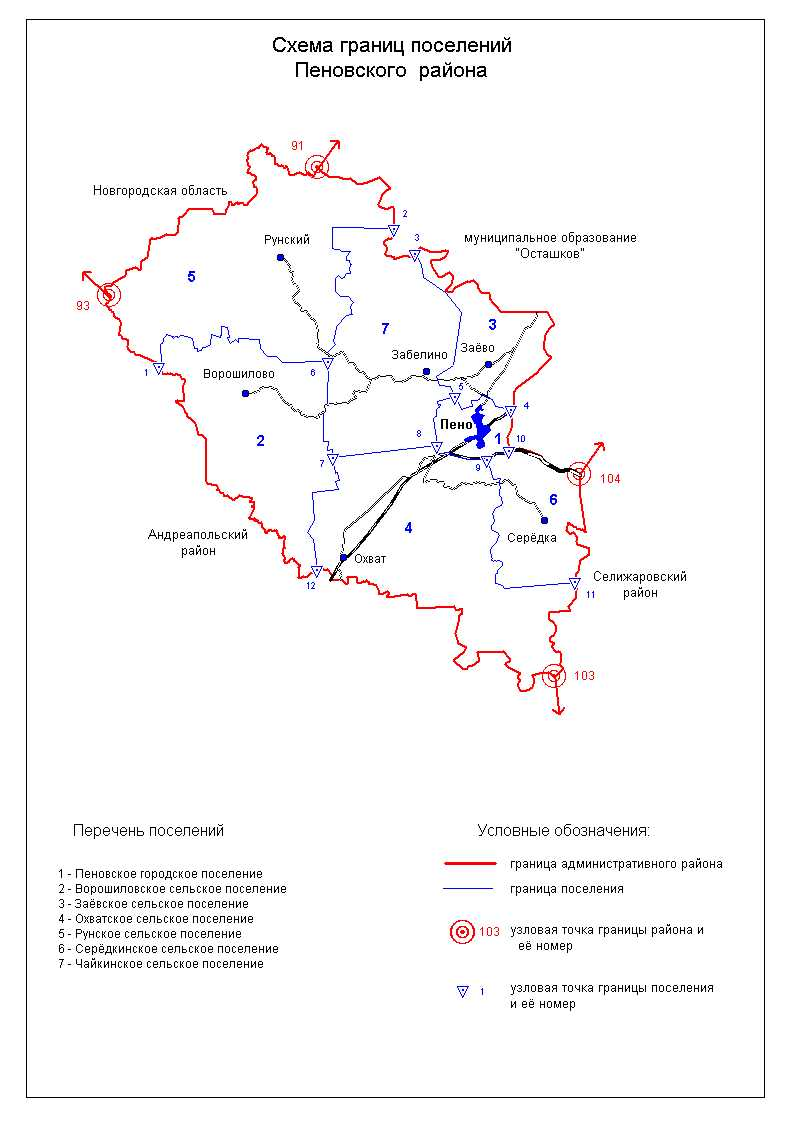

Законом Тверской области от 23.04.2020 № 20-ЗО Пеновский муниципальный район и входящие в его состав городское и сельские поселения в мае 2020 года преобразованы в Пеновский муниципальный округ.

#### Рамешковский район

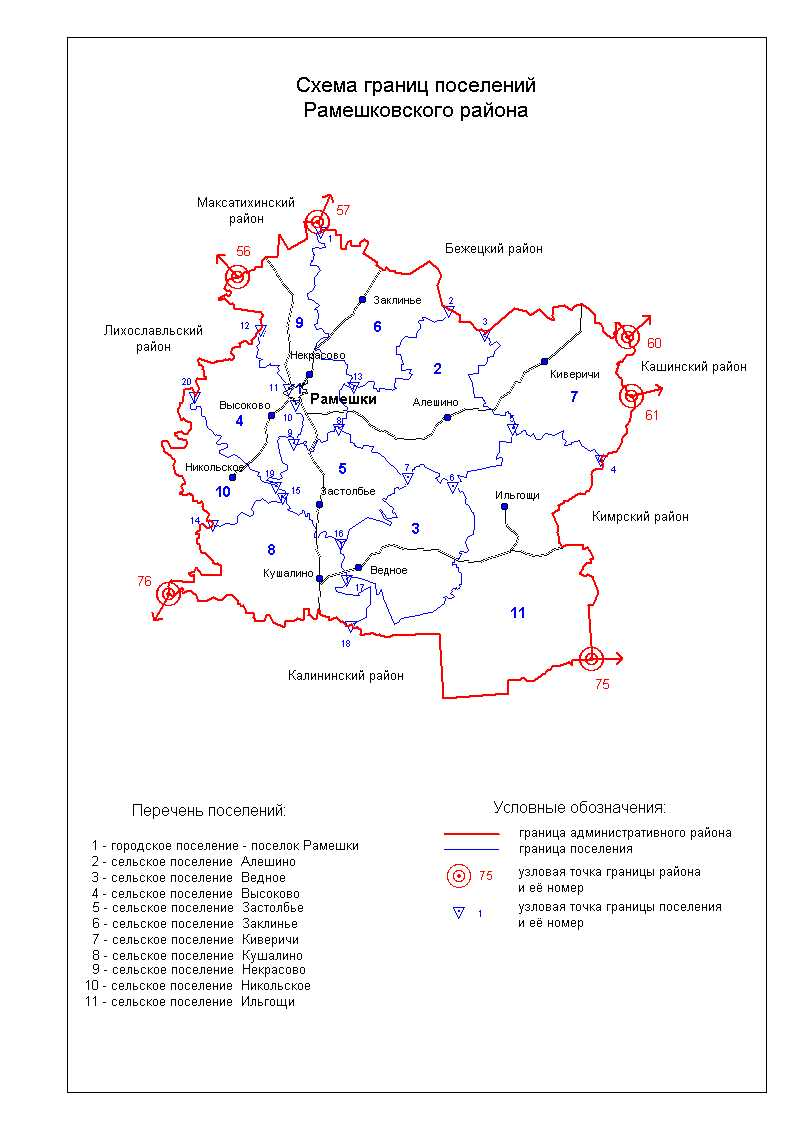

1. городское поселение посёлок Рамешки
2. Сельское поселение Алёшино
3. Сельское поселение Ведное
4. Сельское поселение Высоково
5. Сельское поселение Заклинье
6. Сельское поселение Застолбье
7. Сельское поселение Ильгощи
8. Сельское поселение Киверичи
9. Сельское поселение Кушалино
10. Сельское поселение Некрасово
11. Сельское поселение Никольское

Законом Тверской области от 5 апреля 2021 года № 18-ЗО Рамешковский район и входящие в его состав городское и сельские поселения к 17 апреля 2021 года были преобразованы в муниципальный округ.

#### Ржевский район
1. Сельское поселение Есинка
2. Сельское поселение Итомля
3. Сельское поселение Медведево
4. Сельское поселение Победа
5. Сельское поселение Успенское
6. Сельское поселение Хорошево
7. Сельское поселение Чертолино

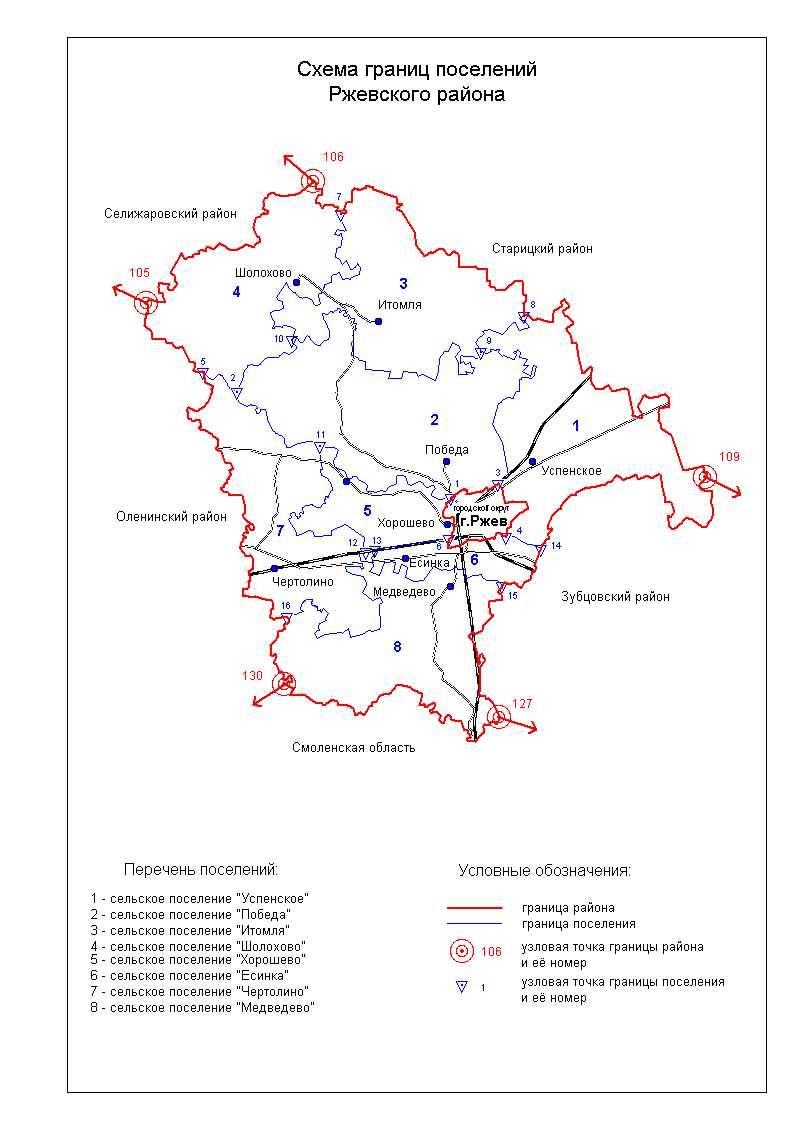

Законом Тверской области от 28 марта 2013 года № 22-ЗО, были преобразованы, путём их объединения, сельские поселения «Шолохово» и «Итомля» в сельское поселение «Итомля».

#### Сандовский район

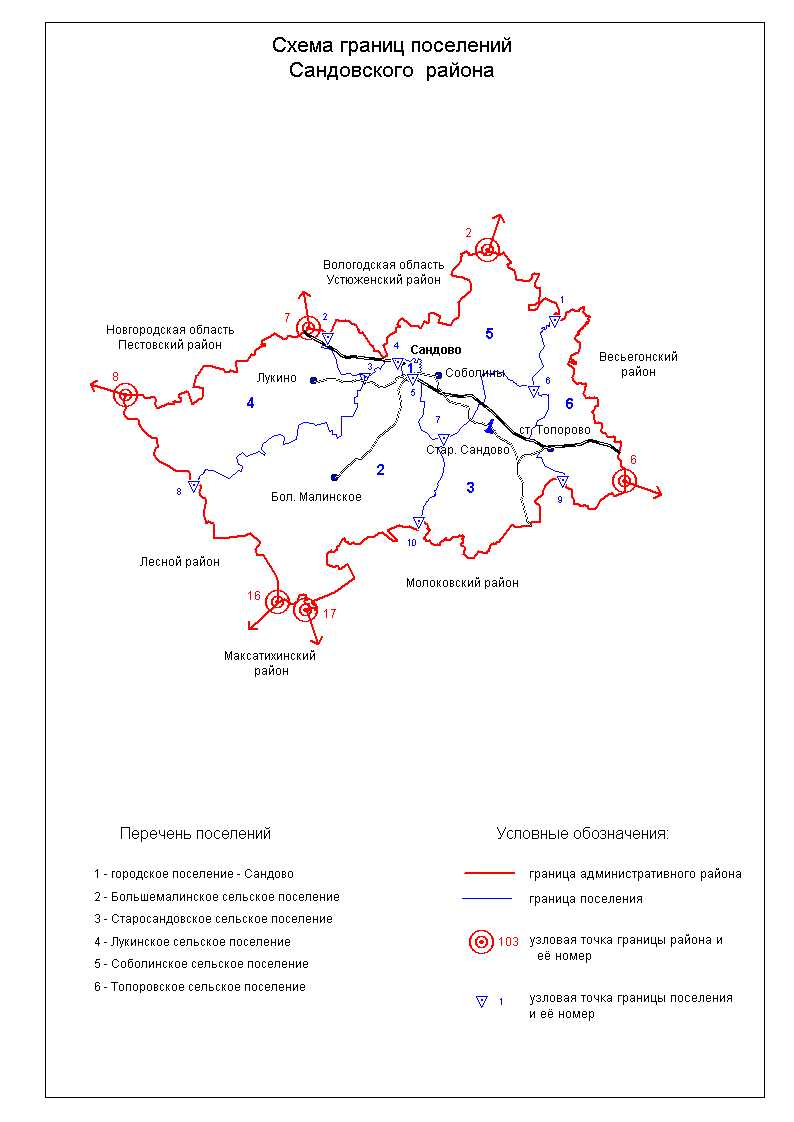

1. городское поселение посёлок Сандово
2. Большемалинское сельское поселение
3. Лукинское сельское поселение
4. Соболинское сельское поселение
5. Топоровское сельское поселение

Законом Тверской области от 28 марта 2013 года № 18-ЗО, были преобразованы, путём их объединения, Топоровское и Старосандовское сельские поселения в Топоровское сельское поселение.
Законом Тверской области от 23.04.2020 № 21-ЗО Сандовский район и входящие в его состав городское и сельские поселения преобразованы в мае 2020 года в муниципальный округ.

#### Селижаровский район

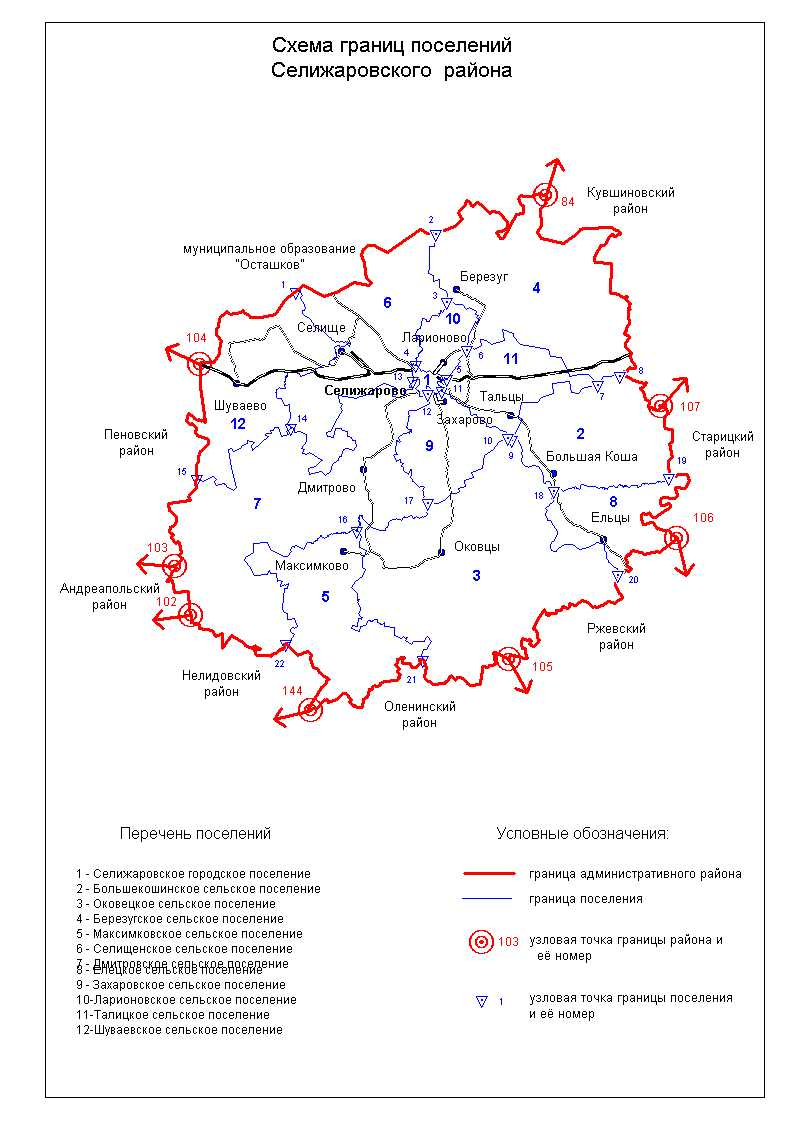

1. городское поселение посёлок Селижарово
2. Большекошинское сельское поселение
3. Дмитровское сельское поселение
4. Оковецкое сельское поселение
5. Селижаровское сельское поселение
6. Селищенское сельское поселение

Законом Тверской области от 28 марта 2013 года № 21-ЗО, были преобразованы, путём их объединения, Максимковское и Дмитровское сельские поселения в Дмитровское сельское поселение.
Законом Тверской области от 17 апреля 2017 года № 25-ЗО были преобразованы, путём их объединения, муниципальные образования:
- Большекошинское и Елецкое сельские поселения в Большекошинское сельское поселение;
- Селищенское и Шуваевское сельские поселения в Селищенское сельское поселение;
- Березугское, Захаровское, Ларионовское и Талицкое сельские поселения в Селижаровское сельское поселение.

Законом Тверской области от 23.04.2020 № 23-ЗО Селижаровский муниципальный район и входящие в его состав городское и сельские поселения преобразованы в Селижаровский муниципальный округ.

#### Сонковский район

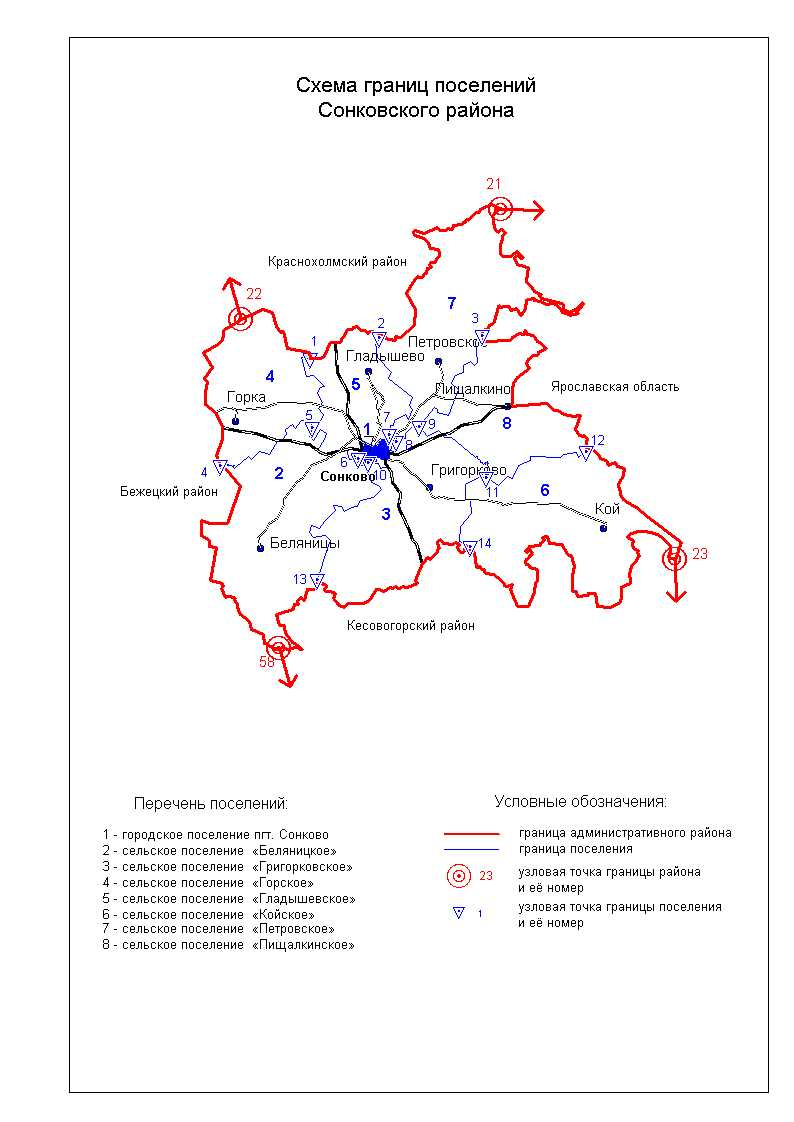

1. городское поселение посёлок Сонково
2. Беляницкое сельское поселение
3. Гладышевское сельское поселение
4. Горское сельское поселение
5. Григорковское сельское поселение
6. Койское сельское поселение
7. Петровское сельское поселение
8. Пищалкинское сельское поселение

#### Спировский район

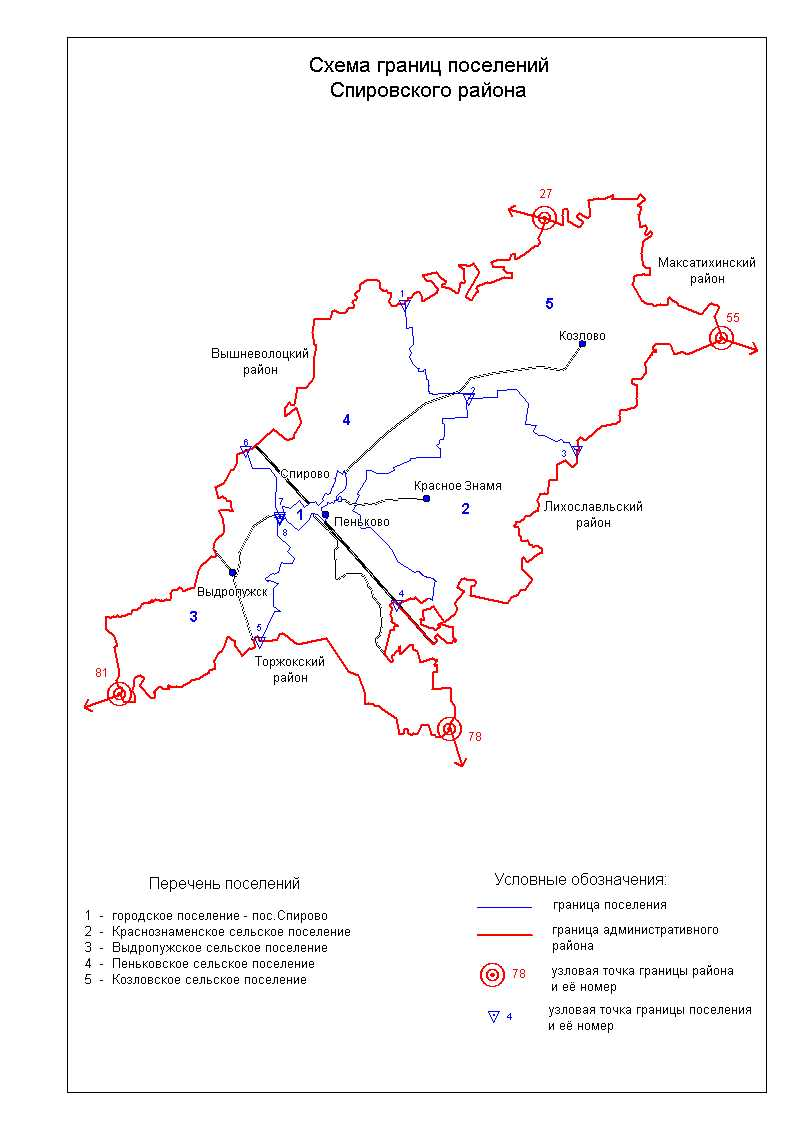

1. городское поселение посёлок Спирово
2. Выдропужское сельское поселение
3. Козловское сельское поселение
4. Краснознаменское сельское поселение
5. Пеньковское сельское поселение

Законом Тверской области от 5 апреля 2021 года № 19-ЗО Спировский муниципальный район и входящие в его состав городское и сельские поселения к 17 апреля 2021 года были преобразованы в муниципальный округ.

#### Старицкий район
1. городское поселение город Старица
2. Архангельское сельское поселение
3. Берновское сельское поселение
4. Емельяновское сельское поселение
5. Ново-Ямское сельское поселение
6. Степуринское сельское поселение
7. Сельское поселение «Луковниково»
8. Сельское поселение «Паньково»

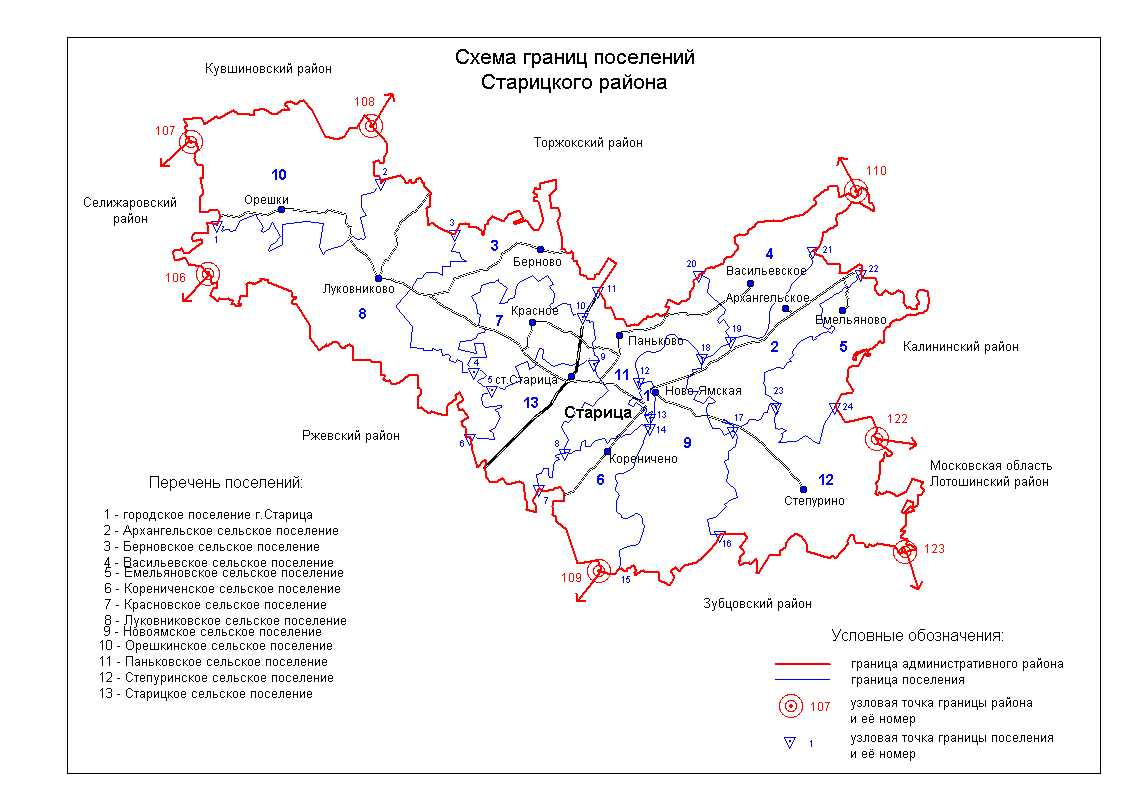

9. Сельское поселение «станция Старица»

Законом Тверской области от 28 мая 2012 года № 31-ЗО, Старицкое, Красновское и Корениченское сельские поселения преобразованы в муниципальное образование — сельское поселение «станция Старица», с административным центром станция Старица.
Законом Тверской области от 28 мая 2012 года № 32-ЗО, Паньковское и Васильевское сельские поселения преобразованы в муниципальное образование — сельское поселение «Паньково», с административным центром в деревне Паньково.
Законом Тверской области от 28 мая 2012 года № 33-ЗО, Луковниковское и Орешкинское сельские поселения преобразованы в муниципальное образование — сельское поселение «Луковниково», с административным центром в селе Луковниково.

#### Удомельский район
1. городское поселение город Удомля
2. Брусовское сельское поселение
3. Еремковское сельское поселение
4. Зареченское сельское поселение
5. Копачёвское сельское поселение
6. Котлованское сельское поселение
7. Куровское сельское поселение
8. Молдинское сельское поселение
9. Мстинское сельское поселение
10. Порожкинское сельское поселение
11. Рядское сельское поселение
12. Удомельское сельское поселение

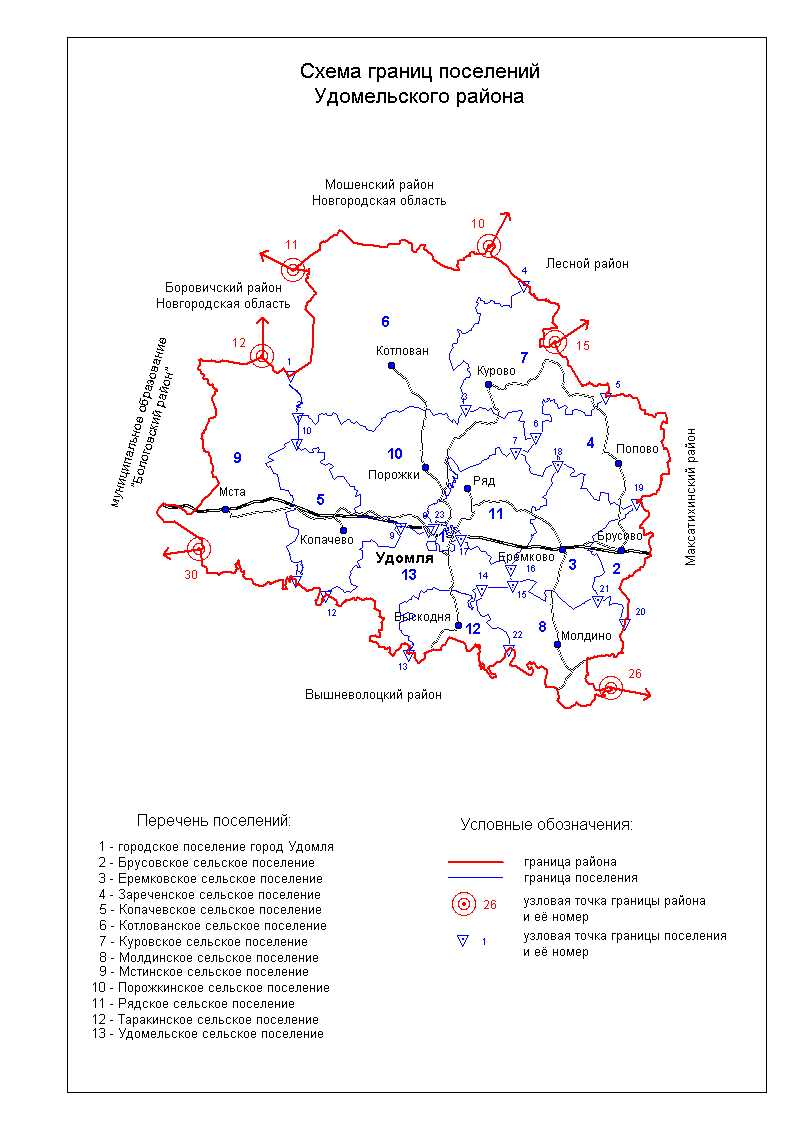

С 2006 года в состав муниципального района входило 13 поселений, из них 1 городское и 12 сельских.
Законом Тверской области от 8 октября 2014 года № 75-ЗО, муниципальные образования Таракинское и Удомельское сельские поселения были преобразованы, путём их объединения, во вновь образованное муниципальное образование Удомельское сельское поселение.
Законом Тверской области от 7 декабря 2015 года № 117-ЗО, 18 декабря 2015 года все муниципальные образования Удомельского района были преобразованы в Удомельский городской округ.

## История АТД
Постановлением президиума ВЦИК от 29 января 1935 года в составе РСФСР была образована Калининская область. В неё вошли районы трех смежных областей. Из Московской области выделялись районы: Бежецкий, Весьегонский, Вышневолоцкий, Емельяновский, Завидовский, Калининский, Калязинский, Кашинский, Кесовогорский, Кимрский, Конаковский, Краснохолмский, Лесной, Лихославльский, Максатихинский, Молоковский, Нерльский, Новоторжский, Рамешковский, Сандовский, Сонковский, Спировский, Толмачевский (с 5 марта 1935 г. — Новокарельский), Тургиновский, Удомельский, Ясеновичский (Есеновичский), город областного подчинения Калинин. Из Западной области выделялись районы: Великолукский, Зубцовский, Каменский, Ленинский, Локнянский, Луковниковский, Невельский, Нелидовский, Новосокольнический, Октябрьский, Оленинский, Осташковский, Пеновский, Пустошкинский, Ржевский, Себежский, Селижаровский, Старицкий, Торопецкий, Холмский. Из Ленинградской области выделялись районы: Бежаницкий, Бологовский, Новоржевский, Опочецкий, Пушкинский.
5 февраля 1935 года постановлением президиума ВЦИК в составе Калининской области был образован Великолукский округ. В него вошли районы: Бежаницкий, Великолукский, Локнянский, Невельский, Новоржевский, Новосокольницкий, Опочецкий, Пустошкинский, Пушкинский, Себежский, город Великие Луки переведён из районного подчинения в окружное.
10 февраля 1935 года президиум ВЦИК принял постановление о включении в состав Калининской области вновь образуемых районов Западной области: Куньинского, Погорельского и Чертолинского. 5 марта 1935 года к ним присоединились Красногорский (Красногородский) и Кудеверский районы.
5 марта 1935 года президиум ВЦИК своим постановлением утвердил новую сеть районов Калининской области в следующем составе: Бежаницкий, Бежецкий, Бологовский, Великолукский, Весьегонский, Вышневолоцкий, Емельяновский, Есеновичский, Завидовский, Зубцовский, Калининский, Калязинский, Каменский, Кашинский, Кесовогорский, Кимрский, Конаковский, Красногородский, Краснохолмский, Кудеверский, Куньинский, Кушалинский, Ленинский, Лесной, Лихославльский, Локнянский, Луковниковский, Максатихинский, Медновский, Молоковский, Невельский, Нелидовский, Нерльский, Новокарельский Новоржевский, Новосокольницкий, Новоторжский, Овинищенский, Октябрьский, Оленинский, Опочецкий, Осташковский, Пеновский, Погорельский, Пустошкинский, Пушкинский, Рамешковский, Ржевский, Сандовский, Себежский, Селижаровский, Сонковский, Спировский, Старицкий, Теблешский, Торопецкий, Тургиновский, Удомельский, Фировский, Холмский, Чертолинский.
20 марта 1936 года центром Чертолинского района стало село Молодой Туд, а район получил наименование Молодотудского.
Постановлением президиума ВЦИК от 1 июня 1936 года были образованы Ашевский, Брусовский, Высоковский, Горицкий, Идрицкий, Плоскошский, Сережинский районы.
Постановлением президиума ВЦИК от 11 мая 1937 года Великолукский округ Калининской области разделен на два пограничных округа — Великолукский и Опочецкий (Ашевский, Бежаницкий, Красногородский, Кудеверский, Локнянский, Новоржевский, Опочецкий, Пушкиногорский районы, город Опочка был переведён из районного подчинения в окружное). Куньинский район был передан из Великолукского района в непосредственное подчинение.
Постановлением президиума ВЦИК от 9 июля 1937 года был образован Карельский национальный округ в составе Лихославльского, Максатихинского, Новокарельского, Рамешковского и вновь созданного Козловского районов.
Постановлением президиума ВЦИК от 8 сентября 1937 года из сельских советов Завидовского и Конаковского районов был образован Оршинский район.
Постановлением президиума ВЦИК от 4 мая 1938 года Великолукский округ был ликвидирован, его Великолукский, Невельский, Новосокольнический районы и город Великие Луки (переведён из окружного подчинения в областное) переданы в непосредственное подчинение облисполкому, а Идрицкий, Пустошкинский и Себежский районы, включенные в состав Опочецкого округа. В свою очередь, из состава Опочецкого округа перешли в непосредственное подчинение облисполкому Ашевский, Бежаницкий и Локнянский районы.
Указом президиума Верховного Совета РСФСР от 7 февраля 1939 года был упразднен Карельский национальный округ с передачей его районов в непосредственное подчинение Калининскому облисполкому. Таким образом, на 1 апреля 1940 года в состав Калининской области входило 70 районов, в том числе один округ из 8 районов и 62 района, непосредственно подчинявшихся облисполкому.
Указом президиума Верховного Совета РСФСР от 26 апреля 1940 года был упразднен Весьегонский район, территория его вошла частями в состав Овинищенского и Сандовского районов Калининской области, а также в состав Вологодской области.
5 февраля 1941 года указом президиума Верховного Совета РСФСР ликвидирован Опочецкий округ Калининской области, его районы (Красногородский, Идрицкий, Кудеверский, Новоржевский, Опочецкий, Пустошкинский, Пушкиногорский, Себежский районы, город Опочка был переведён из окружного подчинения в районное) перешли в непосредственное подчинение облисполкому.
Указами президиума Верховного Совета СССР от 22 и от 23 августа 1944 года были образованы Великолукская (22 августа 1944) и Псковская (23 августа 1944) области. В состав Псковской области из Калининской передавались районы: Ашевский, Новоржевский и Пушкинский. В состав Великолукской области переходило 19 районов Калининской области: Бежаницкий, Великолукский, Идрицкий, Красногородский, Кудеверский, Куньинский, Ленинский, Локнянский, Невельский, Нелидовский, Новосокольнический, Октябрьский, Опочецкий, Пеновский, Плоскошский, Пустошкинский, Себежский, Сережинский, Торопецкий, город областного подчинения Великие Луки. Холмский район указом президиума Верховного Совета СССР от 5 июля 1944 года был передан из Калининской области во вновь образованную Новгородскую область, указом от 22 августа 1944 года — в состав Великолукской области.
На основании указа президиума Верховного Совета СССР от 3 марта 1949 года в составе Калининской области за счет разукрупнения Овинищенского и Сандовского районов был образован Весьегонский район.
Указом президиума Верховного Совета РСФСР от 4 июля 1956 года были упразднены следующие районы: Емельяновский, Козловский, Кушалинский, Медновский, Нерльский, Новокарельский, Овинищенский, Теблешский.
В июле 1956 года поселок Дубна Кимрского района был преобразован в город областного подчинения, в сентябре 1956 года город Дубна передан в состав Московской области.
Указом президиума Верховного Совета РСФСР от 2 октября 1957 года в связи с упразднением Великолукской области из её состава переданы в состав Калининской области следующие районы: Бельский, Жарковский, Ильинский, Ленинский, Нелидовский, Октябрьский, Пеновский, Сережинский, Торопецкий.
Указом президиума Верховного Совета РСФСР от 29 июля 1958 года из Псковской области в состав Калининской области передан Плоскошский район. 22 августа 1958 года упразднены Есеновичский и Молодотудский районы Калининской области.
Указом президиума Верховного Совета РСФСР от 22 октября 1959 года упразднен Оршинский район.
12 января 1960 года указом президиума Верховного Совета РСФСР были упразднены Жарковский, Ильинский, Плоскошский и Сережинский районы.
14 ноября 1960 года упразднены Брусовский, Завидовский, Луковниковский и Погорельский районы. На 1 декабря 1962 г. в Калининской области осталось 38 районов.
Указом президиума Верховного Совета РСФСР от 1 февраля 1963 года в области устанавливалась сеть из 17 сельских районов: Бежецкого, Бологовского, Весьегонского, Вышневолоцкого, Западнодвинского, Калининского, Кашинского, Кимрского, Краснохолмского, Максатихинского, Нелидовского, Осташковского, Рамешковского, Ржевского, Старицкого, Торжокского, Торопецкого.
4 марта 1964 года на основании указов президиума Верховного Совета РСФСР были образованы районы: Калязинский, Лихославльский, Оленинский.
12 января 1965 года образованы районы: Андреапольский, Зубцовский, Конаковский, Кувшиновский, Сандовский, Селижаровский, Сонковский, Спировский, Удомельский. Этим же указом все сельские районы области были преобразованы в районы. 3 ноября 1965 года образованы районы: Бельский, Кесовогорский.
30 декабря 1966 года образованы районы: Лесной, Молоковский.
6 апреля 1972 года образован Фировский район. 27 декабря 1973 года образованы районы: Жарковский, Пеновский.